# ドラゴンクエストシリーズ
ドラゴンクエストシリーズ（Dragon Quest Series）は、1986年5月27日に発売された『ドラゴンクエスト』を第一作とする日本製コンピュータRPGのシリーズ作品。
主にゲームデザイナーの堀井雄二を中心として製作され、スクウェア・エニックス（旧・エニックス）が発売している。略称はドラクエ。また、シリーズ内のほぼ全作品のタイトルロゴなどで、英字表記の「DRAGON QUEST」が使われているが、その頭文字を取った「DQ」も略称として用いられる。
「ドラゴンクエスト」というタイトルは、堀井が劇画村塾時代に小池一夫から学んだ「印象的なタイトルを作るには、やさしい言葉と難しい言葉の組み合わせがいい」「タ行を濁音に変える（ダ行にする）と印象が残りやすい」という教えをもとに作られた。
2022年3月時点で、ドラゴンクエストシリーズは全世界で8,500万本以上を販売している。 また、リメイク版ドラゴンクエストVIは発売後4日間で日本国内で91万本を販売し、リメイク作品としては非常に高い売上を記録した。

## シリーズ概観
第一作『ドラゴンクエスト』から『IV』まではファミリーコンピュータ、『V』と『VI』はスーパーファミコンソフトだったが、以降はPlayStation（『VII』）、PlayStation 2（『VIII』）、ニンテンドーDS（『IX』）、Wii（『X』）、PlayStation 4・ニンテンドー3DS（『XI』）、Nintendo Switch（『XIS』）など製作発表時に最もポピュラーなゲーム機用ソフトとして開発・製作されている。
上記の「ナンバリングタイトル」と呼ばれる本編作品は、その時代ごとの主流の据え置きハードや携帯ゲーム機用ソフト、携帯電話ゲーム（携帯アプリ）などで度々リメイクや移植がなされている。2014年6月、「最も長く続いている日本のRPG」でギネスブックに掲載された。
モバイルに関してはNTTドコモを主軸にしており、クラウドゲーム版『X』やコラボレーション携帯などで連携を強めている。ドコモがiPhoneを扱うようになった後はiOS (アップル)、Androidの両プラットフォームでリメイク版やアプリゲームをリリースしている。
「ナンバリングタイトル」のほか、RPG以外のジャンルでのスピンオフ作品や番外編も数多く作られ、その多くもシリーズ化している。
日本国外では1989年にNES用ソフトとして北米進出を果たし『IV』まで発売されたものの、『V』『VI』がリリースされず、約10年近くのブランクが開いたのち、2001年にPlayStationで『VII』が発売された。
米国に既に同名のテーブルトークRPG『DragonQuest』 が存在していたため、商標上の問題で『VII』までは『Dragon Warrior』（ドラゴンウォーリア）というタイトルで発売されていた。2003年10月にこの問題は解決され、『VIII』以降の作品（DS版『IV』以降のリメイクを含む）は 『Dragon Quest』のタイトルとなった。
2005年に『VIII』にて、キャラクターボイスに世界中の訛ったアクセントの英語をあてることにより注目され（北米版に『ファイナルファンタジーXII』体験版が同梱） 、翌2006年には本シリーズが発売されたことのなかったヨーロッパ（5ヶ国語に対応）でも『VIII』が発売され、海外だけで累計100万本以上を売り上げた。また、任天堂が海外での販売を担当した第9作『IX』も100万本を突破している。
旧作の日本国外向け作品中では、キャラクター名や十字架など、特定の宗教を連想させる表現などが大幅に変更（ローカライズ）されていたが、近年の作品では日本国外版へのローカライズを前提に、日本国内版開発時から図案のデザインに対する配慮が行なわれている。
2016年には中国でWindows版『勇者斗恶龙X』（拼音:yŏngzhĕdòuèlóng、『DQX』）がリリースされ、中国でドラゴンクエストシリーズがリリースされたのは本作が初となる。中国版限定のアイテムもあり、日本版に逆輸入されている。

### ナンバリングタイトル
以下、各ナンバリングタイトルの概略を述べる。
機種
- FC=ファミリーコンピュータ、SFC=スーパーファミコン、GC=ニンテンドー ゲームキューブ、Wii=Wii、Wii U=Wii U、Switch=Nintendo Switch、PS=PlayStation、PS2=PlayStation 2、PS3=PlayStation 3、PS4=PlayStation 4、PS5=PlayStation 5、Xbox One=Xbox One、GB=ゲームボーイ、GBA=ゲームボーイアドバンス、DS=ニンテンドーDS、3DS=ニンテンドー3DS、PSP=PlayStation Portable、Vita=PlayStation Vita、MSX=MSX、MSX2=MSX2、PC=パーソナルコンピュータ、Windows=Microsoft Windows、Steam=Steam、iOS=iOS、Android=Android、AC=アーケードゲーム

| 1986 | ドラゴンクエスト                                |
| 1987 | ドラゴンクエストII 悪霊の神々                   |
| 1988 | ドラゴンクエストIII そして伝説へ…               |
| 1989 |                                                 |
| 1990 | ドラゴンクエストIV 導かれし者たち               |
| 1991 |                                                 |
| 1992 | ドラゴンクエストV 天空の花嫁                    |
| 1993 |                                                 |
| 1994 |                                                 |
| 1995 | ドラゴンクエストVI 幻の大地                     |
| 1996 |                                                 |
| 1997 |                                                 |
| 1998 |                                                 |
| 1999 |                                                 |
| 2000 | ドラゴンクエストVII エデンの戦士たち            |
| 2001 |                                                 |
| 2002 |                                                 |
| 2003 |                                                 |
| 2004 | ドラゴンクエストVIII 空と海と大地と呪われし姫君 |
| 2005 |                                                 |
| 2006 |                                                 |
| 2007 |                                                 |
| 2008 |                                                 |
| 2009 | ドラゴンクエストIX 星空の守り人                 |
| 2010 |                                                 |
| 2011 |                                                 |
| 2012 | ドラゴンクエストX オンライン                    |
| 2013 |                                                 |
| 2014 |                                                 |
| 2015 |                                                 |
| 2016 |                                                 |
| 2017 | ドラゴンクエストXI 過ぎ去りし時を求めて         |

ドラゴンクエスト
後にII、IIIを含めロトシリーズと呼ばれる、シリーズ第1作目（FC：1986年5月27日）。終始1人で冒険を進める。
日本国外ではDragon Warriorのタイトルで発売（NES：1989年7月）。
ドラゴンクエストII 悪霊の神々
シリーズ第2作目（FC：1987年1月26日）。前作の主人公の子孫たちの物語。パーティ制（複数人での行動）や乗り物が初登場。塔が登場。
日本国外ではDragon Warrior IIのタイトルで発売（NES：1990年10月）。
ドラゴンクエストIII そして伝説へ…
シリーズ第3作目（FC：1988年2月10日）。ロト伝説の謎が明らかになる。キャラクターメイキングや転職のシステム、昼夜の概念を導入。
日本国外ではDragon Warrior IIIのタイトルで発売（NES：1992年2月）。
ドラゴンクエストIV 導かれし者たち
後にV、VIを含め天空シリーズと呼ばれる、シリーズ第4作目（FC：1990年2月11日）。全5章のオムニバス形式。馬車による多人数パーティ、AIによる自動戦闘を導入。
日本国外ではDragon Warrior IVのタイトルで発売（NES：1992年10月）。
ドラゴンクエストV 天空の花嫁
シリーズ第5作目（SFC：1992年9月27日）。3世代に渡る長期経過シナリオ。一部モンスターを仲間化し、育成することが可能になった。隠しダンジョンや隠しボスが初登場。
ドラゴンクエストVI 幻の大地
シリーズ第6作目（SFC：1995年12月9日）。2つの世界を行き来しながら冒険を進める。『III』とは異なる転職システムが登場。天空シリーズ全般に登場する、天空城の始まりが明らかになる｡
ドラゴンクエストVII エデンの戦士たち
シリーズ第7作目（PS：2000年8月26日）。欠片化した不思議な石版を集めて、そこに封じられた未知の世界の数々を冒険する。町やダンジョンなどの表現にポリゴンを初採用。
日本国外ではDragon Warrior VIIのタイトルで発売（PS：2001年11月1日）。
ドラゴンクエストVIII 空と海と大地と呪われし姫君
シリーズ第8作目（PS2：2004年11月27日）。キャラクターからフィールド背景に至るまで、全てがポリゴンによる完全3D表現。スキル選択による成長、テンション上昇による強化戦闘、アイテム錬金などを導入。『III』の不死鳥ラーミアと同一存在とされる神鳥レティス（時空を超え、異世界間を旅する能力を持つ）が登場。
日本国外ではDragon Quest VIII: Journey of the Cursed King（PS2：北米2005年11月15日）およびDragon Quest: The Journey of the Cursed King（欧州2006年4月13日））のタイトルで発売。
ドラゴンクエストIX 星空の守り人
シリーズ第9作目（DS：2009年7月11日）。ナンバリング初の携帯ゲーム機専用作品。『III』のキャラクターメイキングがリニューアルされ再登場。ワイヤレス通信によるマルチプレイが可能で、すれちがい通信を利用した本編以上のやり込み要素も用意されている。
日本国外ではDragon Quest IX: Sentinels of the Starry Skiesのタイトルで発売（DS：北米2010年7月11日、欧州2010年7月23日）。
ドラゴンクエストX
シリーズ第10作目。シリーズ初のMMORPGであり、スクウェア・エニックス内製作品。
日本国外では『勇者鬥惡龍X Dragon Quest X Online』のタイトルで発売（Windows：中国2016年8月24日）。
ドラゴンクエストX 目覚めし五つの種族 オンライン
「Ver.1」と呼ばれる基本パッケージ（Wii：2012年8月2日、Wii U：2013年3月30日、Windows：2013年9月26日）。オーガ、ウェディ、エルフ、ドワーフ、プクリポの治めるアストルティア五大陸を冒険する。
ドラゴンクエストX 眠れる勇者と導きの盟友 オンライン
「Ver.2」と呼ばれる拡張ディスク（Wii・Wii U・Windows：2013年12月5日）。人間の住む大陸レンダーシアが追加。
ドラゴンクエストX いにしえの竜の伝承 オンライン
「Ver.3」と呼ばれる拡張ディスク（Wii・Wii U・Windows：2015年4月30日）。竜族の大陸ナドラガンドが追加。
ドラゴンクエストX 5000年の旅路 遥かなる故郷へ オンライン
「Ver.4」に相当する拡張ディスク（Wii U・Windows・PS4・Switch：2017年11月16日）。5000年の時空を超えた過去の世界が追加。
ドラゴンクエストX いばらの巫女と滅びの神 オンライン
「Ver.5」に相当する拡張ディスク（Wii U・Windows・PS4・Switch：2019年10月24日）。魔族の住む魔界が追加。
ドラゴンクエストX 天星の英雄たち オンライン
「Ver.6」に相当する拡張ディスク（Wii U・Windows・PS4・Switch：2021年11月11日）。天使の住む浮遊都市・天星郷フォーリオンが追加。
ドラゴンクエストX 未来への扉とまどろみの少女 オンライン
「Ver.7」に相当する拡張ディスク（Windows・PS4・Switch：2024年）。
ドラゴンクエストXI 過ぎ去りし時を求めて
シリーズ第11作目（PS4・3DS：2017年7月29日）。リアル頭身での精緻な3Dポリゴン表現であるPS4版と、デフォルメされた3Dポリゴン表現とドット絵による2D表現の2モードを切り替え可能な3DS版が同時発売された。「ふっかつのじゅもん」によりおおよその進行を保存し、別機種で遊ぶことも可能。
日本国外では『勇者鬥惡龍XI 尋覓逝去的時光』（PS4：台湾・香港2017年11月11日）およびDragon Quest XI: Echoes of an Elusive Age（PS4・Steam：北米・欧州2018年9月4日）のタイトルで発売。
ドラゴンクエストXII 選ばれし運命の炎
シリーズ第12作目。

### 派生作品
以下、各派生作品の概略を述べる。

#### 不思議のダンジョンシリーズ
入るたびに構造の変わる『不思議のダンジョン』を舞台にしたローグライクRPG。1993年に『IV』の登場人物・トルネコを主役にした第1作がヒットしたため、シリーズ化された（トルネコ1・3は北米未発売）。2006年には『VIII』の登場人物・ヤンガスを主役にした作品も登場した。トルネコは引き続きアドバイザーとして出演する。
トルネコの大冒険 不思議のダンジョン
シリーズ第1作目（SFC：1993年9月19日）。「不思議のダンジョン」シリーズとしても第1作目。
ドラゴンクエストキャラクターズ トルネコの大冒険2 不思議のダンジョン
シリーズ第2作目（PS：1999年9月15日）。壺や合成、お店システムなどが『風来のシレンシリーズ』から逆輸入された。独自要素として転職システムがある。
日本国外ではTorneko: The Last Hopeのタイトルで発売（PS：北米2000年11月16日）。
ドラゴンクエストキャラクターズ トルネコの大冒険3 不思議のダンジョン
シリーズ第3作目（PS2：2002年10月31日）。シリーズ初の3Dグラフィックとなった（PS2版のみ）。レベル継続システムやフィールドマップが導入されシナリオのボリュームが充実している。また、独自システムでトルネコの代わりにポポロを使いモンスターを仲間にすることができるようになった。
ドラゴンクエスト 少年ヤンガスと不思議のダンジョン
シリーズ番外編（PS2：2006年4月20日）。主人公は「トルネコ」から「少年ヤンガス」に変更された。

#### 『モンスターズ』シリーズ
ドラゴンクエストシリーズに登場するモンスターを捕獲し、育成・配合しながら冒険を行うモンスター育成RPG。ナンバリングタイトルのパロディ的な要素を含んでいるタイトルもある。
ドラゴンクエストモンスターズ テリーのワンダーランド
シリーズ第1作目（GB：1998年9月25日）。『ドラゴンクエストVI 幻の大地』に登場したテリーが主人公。
日本国外ではDragon Warrior Monstersのタイトルで発売（GB：2000年1月）。
ドラゴンクエストモンスターズ2 マルタのふしぎな鍵
シリーズ第2作目。『ルカの旅立ち』（GB：2001年3月9日）と『イルの冒険』（GB：2001年4月12日）の2つのバージョンがある。
日本国外ではDragon Warrior Monsters 2: Tara's Adventure/Cobi's Journeyのタイトルで発売（GB：2001年9月28日）。
ドラゴンクエストモンスターズ3 魔族の王子とエルフの旅
シリーズ第3作目（Switch：2023年12月1日）。『ドラゴンクエストIV 導かれし者たち』に登場したピサロが主人公。
ドラゴンクエストモンスターズ ジョーカー
ジョーカーシリーズ第1作目（DS：2006年12月28日）。
日本国外ではDragon Quest Monsters: Jokerのタイトルで発売（DS：2007年11月6日）。
ドラゴンクエストモンスターズ ジョーカー2
ジョーカーシリーズ第2作目（DS：2010年4月28日）。
日本国外ではDragon Quest Monsters: Joker 2のタイトルで発売（DS：北米2011年9月19日、欧州2011年10月7日）。
ドラゴンクエストモンスターズ ジョーカー3
ジョーカーシリーズ第2作目（3DS：2016年3月24日）。
ドラゴンクエストモンスターズ キャラバンハート
番外編（GBA：2003年3月29日）。『ドラゴンクエストVII エデンの戦士たち』に登場したキーファが主人公。

#### 『スライムもりもり』シリーズ
スライムを操作して仲間を助けていくアクションアドベンチャーゲーム。
スライムもりもりドラゴンクエスト 衝撃のしっぽ団
シリーズ第1作目（GBA：2003年11月14日）。
スライムもりもりドラゴンクエスト2 大戦車としっぽ団
シリーズ第2作目（DS：2005年12月1日）。
日本国外ではDragon Quest Heroes: Rocket Slimeのタイトルで発売（DS：北米2006年9月12日）。
スライムもりもりドラゴンクエスト3 大海賊としっぽ団
シリーズ第3作目（3DS：2011年11月2日）。

#### 『バトルロード』シリーズ
『ドラゴンクエストVIII 空と海と大地と呪われし姫君』に登場した「モンスター・バトルロード」を舞台にしたトレーディングカードアーケードゲーム。稼働終了直前、カードの意味がなくならないようにWiiに移植された。DSiウェアで専用のスキャナーを使えばカードを転用できる。『バトルスキャナー』『スキャンバトラーズ』はバトルロードの流れを組む作品。今作はチケットを使用する。
ドラゴンクエスト モンスターバトルロード
シリーズ第1作目（AC：2007年6月21日）。
ドラゴンクエスト モンスターバトルロードII
シリーズ第2作目（AC：2008年12月3日）。
ドラゴンクエスト モンスターバトルロードIIレジェンド
シリーズ第2作目のクエスト追加版（AC：2010年1月15日 - 2010年8月31日）
ドラゴンクエスト モンスターバトルロードビクトリー
『ドラゴンクエスト モンスターバトルロードIIレジェンド』の移植版（Wii：2010年7月15日）。
ドラゴンクエスト モンスターバトルスキャナー
モンスターバトルロードの後継機（AC：2016年6月23日）。
戦え! ドラゴンクエスト スキャンバトラーズ
モンスターバトルスキャナーをリニュアル（AC：2017年7月20日 - 2020年9月30日）。

#### 『ヒーローズ』シリーズ
リアルタイムのアクション操作によって戦っていくアクションRPG。『IV』のアリーナやクリフト、『VI』のテリー、『VIII』のゼシカなど歴代シリーズの仲間キャラクターたちが登場し、個々に切り替えながら操作できる。ドラゴンクエスト30周年の記念作品となる『ヒーローズII』ではオンラインでのマルチプレイにも対応。ゲームシリーズ作品群では、CERO審査チェック異例のB指定（12歳以上対象）に区分された。
ドラゴンクエストヒーローズ 闇竜と世界樹の城
シリーズ第1作目（PS3・PS4・Windows：2015年2月26日）。
日本国外ではDragon Quest Heroes: The World Tree's Woe and the Blight Belowのタイトルで発売（PS4：北米2015年10月13日、オーストラリア・欧州2015年10月16日）。
ドラゴンクエストヒーローズII 双子の王と予言の終わり
シリーズ第2作目（PS3・PS4・Vita：2016年5月27日）。
日本国外ではDragon Quest Heroes IIのタイトルで発売（PS4：北米：2017年4月25日）。

#### 『ビルダーズ』シリーズ
ドラゴンクエストのRPG要素に建物や街を作るサンドボックス要素を追加した「ブロックメイクRPG」。主人公はモノづくりの力を持つビルダーである。
ドラゴンクエストビルダーズ アレフガルドを復活せよ
シリーズ第1作目（PS3・PS4・Vita：2016年1月28日）。
日本国外ではDragon Quest Buildersのタイトルで発売（PS4・Vita：北米2016年10月11日）。
ドラゴンクエストビルダーズ2 破壊神シドーとからっぽの島
シリーズ第2作目（PS4・Switch：2018年12月20日）。

#### 『ライバルズ』シリーズ
基本プレイ無料の対戦型デジタルカードゲーム。異なるプラットフォーム間であってもデータ連携が可能。
ドラゴンクエスト ライバルズ
シリーズ第1作目（iOS・Android：2017年11月2日、Switch：2019年2月14日、Yahoo!ゲーム：2018年2月22日 - 2020年6月22日、Steam：2020年6月22日）
ドラゴンクエストライバルズ エース
1作目のリニューアル版（iOS・Android・Switch・Steam：2020年8月13日 - 2021年7月5日）。

#### 『ダイの大冒険』シリーズ
漫画作品である『ドラゴンクエスト ダイの大冒険』を題材にしたゲーム作品。
ドラゴンクエスト ダイの大冒険 クロスブレイド
AC：2020年10月22日
インフィニティ ストラッシュ ドラゴンクエスト ダイの大冒険
PS4・PS5・Switch・Steam・Xbox Series X/S・Windows：2023年9月28日
ドラゴンクエスト ダイの大冒険 -魂の絆-
iOS・Android：2021年9月18日 - 2023年4月27日

#### 『あるくんです』シリーズ
歩数計機能を搭載した、たまごっち風電子ゲーム。スライムが成長していく。
ドラゴンクエスト あるくんです
シリーズ第1作目（電子ゲーム：1998年3月1日）。
ドラゴンクエスト あるくんです2 そして、しあわせに…
シリーズ第2作目（電子ゲーム：1999年4月1日）。
ドラゴンクエスト あるくんです リターンズ
シリーズ第2作目（電子ゲーム：2011年4月1日）。

#### その他の派生作品
『剣神』と『ソード』は実際に剣を振る操作を行う体感型ゲーム。『ウォーズ』は戦略シミュレーション。『シアトリズム』は音楽ゲーム。VRは体感型のVRアクティビティで戦士、僧侶、魔法使いでパーティーを組んで冒険する。
- 『剣神ドラゴンクエスト 甦りし伝説の剣』（体感型ゲーム：2003年9月19日）
- 『ドラゴンクエストソード 仮面の女王と鏡の塔』（Wii：2007年7月12日）
  - 日本国外ではDragon Quest Swords: The Masked Queen and the Tower of Mirrorsのタイトルで発売（Wii：北米2008年2月19日、オーストラリア・欧州2008年5月8日）
- 『ドラゴンクエスト ウォーズ』（DSiウェア：2009年6月24日）
- 『ドラゴンクエストX おでかけモシャスdeバトル』（DSiウェア：2012年12月12日）
- 『シアトリズム ドラゴンクエスト』（3DS：2015年3月26日）
- 『ドラゴンクエストVR』（VRアクティビティ：2018年4月27日）
- 『ドラゴンクエスト トレジャーズ 蒼き瞳と大空の羅針盤』（Switch：2022年12月9日、Steam：2023年7月15日）
- 『カジノデラックス』（iアプリ：2001年5月21日[17]）
- 『ドラゴンクエストカジノDX』（J-スカイ：2001年9月12日）
- 『グランカジノ』（iモード：2000年5月1日）
- 『カードのほこら』（iモード：2000年5月1日）
- 『スライムダービー』（iアプリ：2001年7月16日）
- 『ドラゴンクエスト・カジノガルド』（EZweb：2002年7月11日）
- 『ドラゴンクエスト モンスターフレンズ』（iアプリ：2002年8月19日[18]）
- 『ドラゴンクエスト★バトルレース』（ボーダフォンライブ：2003年10月15日）
- 『LINE スライムコゼニト〜ル』（LINEアプリ：2013年5月28日）
  - 現在はサービス終了している。
- 『ドラゴンクエスト どこでもモンスターパレード』（iOS・Android：2015年6月25日 - 2020年7月31日）
- 『星のドラゴンクエスト』（iOS・Android：2015年10月15日[19]）
- 『ドラゴンクエストウォーク』（iOS・Android：2019年9月12日）
- 『ドラゴンクエストタクト』（iOS・ Android：2020年7月16日[20]）
- 『ドラクエベビー&キッズ〜スライムとあそぼう〜』（iOS・Android：2021年11月30日）
- 『ドラゴンクエストけしケシ!』（iOS・Android・Windows：2021年12月1日 - 2024年7月31日予定）
- 『ドラゴンクエスト チャンピオンズ』（iOS・Android：2023年6月13日）
- 『ドラゴンクエスト ポータルアプリ』（iOS・Android：2013年11月28日）
  - アプリ内でナンバリングタイトル『I』・『II』・『III』がダウンロード可能。
- 『ドラゴンクエスト いつでも冒険ダイス』（SH-01F DRAGON QUESTにプリインストール：2013年12月7日）
- 『スライムのおへや』（ブラウザゲーム：2012年5月9日 - 2013年7月1日）
- 『ドラゴンクエスト モンスターパレード』（ブラウザゲーム：2013年9月2日 - 2019年6月24日）

## シリーズ一覧
| 発売年 | ナンバリングタイトル（機種：発売日） | 移植・リメイク作品 | 同年発売の派生作品および派生作品の移植版 |
| ------ | --- | --- | --- |
| 1986年 | ドラゴンクエスト（FC：5月27日） | - ドラゴンクエスト（MSX2：11月21日、ソニーから発売） - ドラゴンクエスト（MSX：12月18日） | |
| 1987年 | ドラゴンクエストII 悪霊の神々 （FC：1月26日） | | |
| 1988年 | ドラゴンクエストIII そして伝説へ…（FC：2月10日） | - ドラゴンクエストII 悪霊の神々（MSX：2月6日） - ドラゴンクエストII 悪霊の神々（MSX2：5月27日） | |
| 1989年 | | | |
| 1990年 | ドラゴンクエストIV 導かれし者たち（FC：2月11日） | | |
| 1991年 | | | |
| 1992年 | ドラゴンクエストV 天空の花嫁（SFC：9月27日） | | |
| 1993年 | | ドラゴンクエストI・II（SFC：12月18日） | トルネコの大冒険 不思議のダンジョン（SFC：9月19日、発売元はチュンソフト） |
| 1994年 | | | |
| 1995年 | ドラゴンクエストVI 幻の大地（SFC：1995年12月9日） | | |
| 1996年 | | - BSドラゴンクエストI（SFCサテラビュー：1996年2月4日 - 3月3日） - スーパーファミコン ドラゴンクエストIII そして伝説へ…（SFC：12月6日） | |
| 1997年 | | | |
| 1998年 | | | - ドラゴンクエスト あるくんです（電子ゲーム：3月1日） - ドラゴンクエストモンスターズ テリーのワンダーランド（GB：9月25日） |
| 1999年 | | ゲームボーイ ドラゴンクエストI・II（GB：9月23日） | - ドラゴンクエスト あるくんです2 そして、しあわせに…（電子ゲーム：4月1日） - ドラゴンクエストキャラクターズ トルネコの大冒険2 不思議のダンジョン（PS：9月15日） |
| 2000年 | ドラゴンクエストVII エデンの戦士たち（PS：8月26日） | ゲームボーイ ドラゴンクエストIII そして伝説へ…（GBC：12月8日） | - グランカジノ（iモード：5月1日） - カードのほこら（iモード：5月1日） |
| 2001年 | | ドラゴンクエストIV 導かれし者たち（PS：11月22日） | - ドラゴンクエストモンスターズ2 マルタのふしぎな鍵 ルカの旅立ち（GB：3月9日） - ドラゴンクエストモンスターズ2 マルタのふしぎな鍵 イルの冒険（GB：4月12日） - カジノデラックス（iアプリ：5月21日） - スライムダービー（iアプリ：7月16日） - ドラゴンクエストカジノDX（J-スカイ：9月12日） - ドラゴンクエストキャラクターズ トルネコの大冒険2アドバンス 不思議のダンジョン（GBA：12月20日） |
| 2002年 | | | - ドラゴンクエストモンスターズi/S/EZ（iアプリ：1月28日、S!アプリ：6月12日） - ドラゴンクエストモンスターズ1・2 星降りの勇者と牧場の仲間たち（PS：5月30日） - ドラゴンクエスト・カジノガルド（EZweb：7月11日） - ドラゴンクエスト モンスターフレンズ（iアプリ：8月19日） - ドラゴンクエストキャラクターズ トルネコの大冒険3 不思議のダンジョン（PS2：10月31日）                            |
| 2003年 | | | - ドラゴンクエストモンスターズi/S/EZ（EZアプリ：3月6日） - ドラゴンクエストモンスターズ キャラバンハート（GBA：3月29日） - 剣神ドラゴンクエスト 甦りし伝説の剣（体感型ゲーム：9月19日） - ドラゴンクエスト★バトルレース（ボーダフォンライブ：10月15日） - スライムもりもりドラゴンクエスト 衝撃のしっぽ団（GBA：11月14日）                                                                |
| 2004年 | ドラゴンクエストVIII 空と海と大地と呪われし姫君（PS2：2004年11月27日）                                                                                             | - ドラゴンクエスト（iアプリ：3月1日、EZアプリ：8月19日） - ドラゴンクエストV 天空の花嫁（PS2：3月25日） | ドラゴンクエストキャラクターズ トルネコの大冒険3アドバンス 不思議のダンジョン（GBA：6月24日） |
| 2005年 | | ドラゴンクエストII 悪霊の神々（iアプリ：6月24日） | スライムもりもりドラゴンクエスト2 大戦車としっぽ団（DS：12月1日） |
| 2006年 | | - ドラゴンクエスト（S!アプリ：7月） - ドラゴンクエストII 悪霊の神々（EZアプリ：1月19日、S!アプリ：12月） | - ドラゴンクエスト 少年ヤンガスと不思議のダンジョン（PS2：4月20日） - ドラゴンクエストモンスターズMOBILE（iアプリ：5月22日） - ドラゴンクエスト 不思議のダンジョン MOBILE（iアプリ：8月7日） - ドラゴンクエストモンスターズ ジョーカー（DS：12月28日） |
| 2007年 | | ドラゴンクエストIV 導かれし者たち（DS：11月22日） | - ドラゴンクエスト 不思議のダンジョン MOBILE（EZアプリ：4月5日） - ドラゴンクエストモンスターズMOBILE（EZアプリ：4月19日、S!アプリ：10月1日） - ドラゴンクエスト モンスターバトルロード（AC：6月21日） - ドラゴンクエストソード 仮面の女王と鏡の塔（Wii：7月12日） |
| 2008年 | | ドラゴンクエストV 天空の花嫁（DS：7月17日） | - ドラゴンクエスト バトルロードMOBILE（iアプリ：3月11日） - ドラゴンクエスト 不思議のダンジョン MOBILE（S!アプリ：5月14日） - ドラゴンクエスト モンスターバトルロードII（AC：12月3日） |
| 2009年 | ドラゴンクエストIX 星空の守り人（DS：2009年7月11日） | ドラゴンクエストIII そして伝説へ…（iアプリ：11月19日） | - ドラゴンクエスト ウォーズ（DSiウェア：6月24日） - ドラゴンクエスト もっと不思議のダンジョン MOBILE（iアプリ：9月14日） |
| 2010年 | | - ドラゴンクエストIII そして伝説へ…（EZアプリ：4月22日） - ドラゴンクエストVI 幻の大地（DS：1月28日） | - ドラゴンクエスト モンスターバトルロードIIレジェンド（AC：1月15日 - 8月31日） - ドラゴンクエスト もっと不思議のダンジョン MOBILE（EZアプリ：4月15日） - ドラゴンクエストモンスターズ ジョーカー2（DS：4月28日） - ドラゴンクエスト モンスターバトルロードビクトリー（Wii：7月15日） - ドラゴンクエストモンスターズWANTED!（iアプリ：11月24日）                                           |
| 2011年 | | ドラゴンクエスト25周年記念 ファミコン&スーパーファミコン ドラゴンクエストI・II・III（Wii：9月15日） | - ドラゴンクエストモンスターズ ジョーカー2 プロフェッショナル（DS：3月31日） - ドラゴンクエスト あるくんです リターンズ（電子ゲーム：4月1日） - ドラゴンクエストモンスターズWANTED!（EZアプリ：7月28日、Android：12月1日） - スライムもりもりドラゴンクエスト3 大海賊としっぽ団（3DS：11月2日）                                                                                           |
| 2012年 | ドラゴンクエストX 目覚めし五つの種族 オンライン（Wii：2012年8月2日）                                                                                               | | - スライムのおへや（ブラウザゲーム：5月9日 - 2013年7月1日） - ドラゴンクエストモンスターズ テリーのワンダーランド3D（3DS：5月30日） - ドラゴンクエストX おでかけモシャスdeバトル（DSiウェア：12月12日） |
| 2013年 | ドラゴンクエストX 眠れる勇者と導きの盟友 オンライン（Wii・Wii U・Windows：12月5日）                                                                                | - ドラゴンクエストVII エデンの戦士たち（3DS：2月7日） - ドラゴンクエストX 目覚めし五つの種族 オンライン（Wii U：3月30日、Windows：9月26日） - ドラゴンクエストI（iOS・Android：11月28日） - ドラゴンクエストVIII 空と海と大地と呪われし姫君（iOS・Android：12月12日） - ドラゴンクエストX dゲーム版（dゲーム：12月16日）                                                                             | - LINE スライムコゼニト〜ル（LINEアプリ：5月28日） - ドラゴンクエスト モンスターパレード（ブラウザゲーム：9月2日 - 2019年6月24日） - ドラゴンクエスト いつでも冒険ダイス（SH-01F DRAGON QUESTにプリインストール：12月7日） |
| 2014年 | | - ドラゴンクエストIV 導かれし者たち（iOS・Android：4月17日） - ドラゴンクエストII 悪霊の神々（iOS・Android：6月26日） - ドラゴンクエストX オールインワンパッケージ（Wii・Wii U・Windows：8月7日） - 「Ver.1」「Ver.2」を収録 - ドラゴンクエストX オンライン（3DS：9月4日） - ドラゴンクエストIII そして伝説へ…（iOS・Android：9月25日） - ドラゴンクエストV 天空の花嫁（iOS・Android：12月12日）     | - ドラゴンクエストモンスターズ スーパーライト（iOS・Android：1月23日） - ドラゴンクエストモンスターズ2 イルとルカの不思議なふしぎな鍵（3DS：2月6日） - ドラゴンクエストモンスターズWANTED!（iOS：2月20日） |
| 2015年 | ドラゴンクエストX いにしえの竜の伝承 オンライン（Wii・Wii U・Windows：4月30日）                                                                                    | - ドラゴンクエストVI 幻の大地（iOS・Android：6月11日） - ドラゴンクエストVIII 空と海と大地と呪われし姫君（3DS：8月27日） - ドラゴンクエストVII エデンの戦士たち（iOS・Android：9月17日） - ドラゴンクエストX オールインワンパッケージ（Wii U・Windows：12月3日） - 「Ver.1」「Ver.2」「Ver.3」を収録                                                                                                 | - ドラゴンクエストヒーローズ 闇竜と世界樹の城（PS3・PS4・Windows：2月26日） - シアトリズム ドラゴンクエスト（3DS：3月26日） - ドラゴンクエスト どこでもモンスターパレード（iOS・Android：6月25日 - 2020年7月31日） - 星のドラゴンクエスト（iOS・Android：10月15日） |
| 2016年 | | | - ドラゴンクエストビルダーズ アレフガルドを復活せよ（PS3・PS4・Vita：1月28日） - ドラゴンクエストモンスターズ ジョーカー3（3DS：3月24日） - ドラゴンクエストヒーローズII 双子の王と予言の終わり（PS3・PS4・Vita：5月27日） - ドラゴンクエスト モンスターバトルスキャナー（AC：6月23日）                                                                                                   |
| 2017年 | - ドラゴンクエストXI 過ぎ去りし時を求めて（PS4・3DS：7月29日） - ドラゴンクエストX 5000年の旅路 遥かなる故郷へ オンライン（Wii U・Windows・PS4・Switch：11月16日） | - ドラゴンクエストX オールインワンパッケージ（PS4：8月17日、Switch：9月21日） - ドラゴンクエスト（PS4・3DS：8月10日） - ダウンロード版限定タイトル。スマートフォン版の移植。期間限定で『XI』クリア特典としてPS4・3DSストアからダウンロードすることが可能であった（現在は終了している） - ドラゴンクエストII 悪霊の神々（PS4・3DS：8月10日） - ドラゴンクエストIII そして伝説へ…（PS4・3DS：8月24日） | - ドラゴンクエストモンスターズ ジョーカー3 プロフェショナル（3DS：2月9日） - ドラゴンクエストヒーローズI・II for Nintendo Switch（Switch：3月3日） - 戦え! ドラゴンクエスト スキャンバトラーズ（AC：2017年7月20日 - 2020年9月30日） - ドラゴンクエスト ライバルズ（iOS・Android：11月2日）                                                                                                |
| 2018年 | | ドラゴンクエストX オールインワンパッケージ version1-version4（Wii U・Windows・PS4・Switch：7月26日） | - ドラゴンクエスト ライバルズ（Yahoo!ゲーム：2月22日） - ドラゴンクエストビルダーズ アレフガルドを復活せよ（Switch：3月1日） - ドラゴンクエストVR（VRアクティビティ：4月27日） - ドラゴンクエストモンスターズ テリーのワンダーランドSP（iOS・Android：11月7日） - ドラゴンクエストビルダーズ2 破壊神シドーとからっぽの島（PS4・Switch：12月20日）                                         |
| 2019年 | ドラゴンクエストX いばらの巫女と滅びの神 オンライン（Wii U・Windows・PS4・Switch：10月24日）                                                                       | - ドラゴンクエスト（Switch：9月27日） - ドラゴンクエストII 悪霊の神々（Switch：9月27日） - ドラゴンクエストIII そして伝説へ…（Switch：9月27日） - ドラゴンクエストXI 過ぎ去りし時を求めて S（Switch：9月27日） | - ドラゴンクエスト ライバルズ（Switch：2月14日） - ドラゴンクエストウォーク（iOS・Android：9月12日） - ドラゴンクエストモンスターズ テリーのワンダーランド RETRO（Switch・iOS・Android：9月17日） - ドラゴンクエストビルダーズ2 破壊神シドーとからっぽの島（Steam：12月11日） |
| 2020年 | | - ドラゴンクエストX オンライン（ブラウザ：2月25日） - ドラゴンクエストX オールインワンパッケージ version1-5（Windows・PS4・Switch：5月14日） - ドラゴンクエストXI 過ぎ去りし時を求めて S（PS4・Xbox One・Windows・Steam：12月4日） | - ドラゴンクエスト ライバルズ（Steam：6月22日） - ドラゴンクエストタクト（iOS・ Android：7月16日） - ドラゴンクエストモンスターズ2 イルとルカの不思議な鍵SP（iOS・Android：8月6日） - ドラゴンクエストライバルズ エース（iOS・Android・Switch・Steam：8月13日 - 2021年7月5日） - ドラゴンクエスト ダイの大冒険 クロスブレイド（AC：10月22日）                                             |
| 2021年 | ドラゴンクエストX 天星の英雄たち オンライン（Wii U・Windows・PS4・Switch：11月11日）                                                                               | | - ドラゴンクエスト ダイの大冒険 -魂の絆-（iOS・Android：9月18日 - 2023年4月27日） - ドラクエベビー&キッズ〜スライムとあそぼう〜（iOS・Android：11月30日） - ドラゴンクエストけしケシ!（iOS・Android：12月1日） |
| 2022年 | ドラゴンクエストX 目覚めし五つの種族 オフライン（PS4・PS5・Switch・Steam：9月15日）                                                                                | ドラゴンクエストX オールインワンパッケージ version1-6（Windows・PS4・Switch：10月20日） | ドラゴンクエスト トレジャーズ 蒼き瞳と大空の羅針盤（Switch：12月9日） |
| 2023年 | ドラゴンクエストX 眠れる勇者と導きの盟友 オフライン（PS4・PS5・Switch・Steam：5月26日）                                                                            | | - ドラゴンクエスト チャンピオンズ（iOS・Android：6月13日） - インフィニティ ストラッシュ ドラゴンクエスト ダイの大冒険（PS4・PS5・Switch・Steam・Xbox Series X/S・Windows：9月28日） - ドラゴンクエストモンスターズ3 魔族の王子とエルフの旅（Switch：2023年12月1日発売） |
| 2024年 | ドラゴンクエストX 未来への扉とまどろみの少女 オンライン（Windows・PS4・Switch：3月21日）                                                                           | ドラゴンクエストIII そして伝説へ…（PS5・XBOX SERIES X/S・Switch・Windows：11月14日・Steam：11月15日） | |
| 2025年 | HD-2D版 ドラゴンクエストI＆II(発売予定) | | |
| 未定   | ドラゴンクエストXII 選ばれし運命の炎 | | |

## ゲームシステム

### キャラメイキングとパーティープレイ
ドラゴンクエストシリーズでは、主人公は「プレイヤーの分身」という位置付けとなっており、名前はゲーム開始時にプレイヤー自身が自分で付けることになる。『III』『IV』『IX』『X』では性別も選択できるほか、『IX』『X』では外見も詳細に設定できるようになった。
主人公とその仲間がパーティ（集団）を組んで、モンスターを倒しながら世界を冒険する。パーティの人数は、第1作は1人、『II』は最大3人、『III』『VII』『VIII』『IX』は最大4人である。『IV』『V』『VI』『XI』では最大で10人または8人のパーティを組むことができるが、戦闘に参加できる上限人数は3人または4人である。『X』は基本は4人までだが、クエストによってはパーティ2つが同盟を組んだり、NPCを加えた5人で戦うことがある。最終的には世界の平和を脅かす敵の親玉（作品によって呼称が異なるが、「魔王」と呼ばれることが多い）と決戦する。

### 移動
移動画面では、主人公たちを動かし、目的地へと移動する。移動の途中にコマンドウィンドウを開くことにより、人と「はなす」、足元や目の前のものを「しらべる」、「どうぐ」（アイテム）や「じゅもん」（呪文）を使用する、「つよさ」でステータスを見る、「さくせん」で作戦や設定を変更する、などといったことができる。スーパーファミコン以降の作品では「べんりボタン」が導入され、「はなす」「しらべる」がボタンひとつで可能となっている。
マップによっては移動中に敵モンスターとの戦闘が発生することがある。『VIII』までの作品では、一部の例外を除き、移動画面で敵の姿が見えず、移動中に突然画面が切り替わり戦闘が始まるランダムエンカウントシステムである。『モンスターズジョーカー』や『IX』、『X』、『XI』とリメイク版『VII』『VIII』ではマップ上を徘徊するモンスターに接触すると戦闘が始まるシンボルエンカウントシステムを採用している。
主人公たちが移動する空間（マップ）は、世界地図の形をした「フィールドマップ」と、城・町・村・ほこら、ダンジョンとに分けられる。
フィールドマップ
その作品の世界全体のマップ。町やダンジョンなどが点在する。町から町へ、あるいは町からダンジョンへ移動するときなどには、このフィールドマップを利用することとなる。『III』以降の作品では複数のフィールドマップが存在することが多い。フィールドは敵モンスターがうろついており、モンスターに遭遇すると戦闘が発生する。シナリオを進めると船や魔法のじゅうたんなどの乗り物が手に入り、これらを利用することによって、徒歩では移動できない水上を移動したり、空を飛んだりすることもできる。時間の流れの概念がある作品では、フィールド上を進んでいると時間が昼から夜へ、夜から昼へと移り変わる。草原や森はモンスター遭遇率が低く、毒の沼地や砂地、山はモンスター遭遇率が高い。
城・町・村
数人〜数十人の人々が暮らしており、それらの人々から話を聞くことができる。店などの施設も揃っている。タンスや壷などからアイテム収集をすることもできる。滅ぼされてモンスターに占領されている場合を除き、敵モンスターはイベント以外では出現しない。
ほこら（祠）・一軒家
町などよりも小規模な場所。1人あるいは数人の人間が住んでいる場合もあるが、無人で何らかの施設やアイテムがあるだけの場合もある。離れた場所へ一瞬で移動できる「旅の扉」が置かれている場合もある。一部を除きモンスターは出現しない。
ダンジョン
主に洞窟や塔などの迷宮を指す。たいてい、その周辺のフィールドマップよりも若干強い敵モンスターが出現する。内部にはアイテムや金の入った宝箱が置かれていることが多く、落とし穴などの罠や、パズルのような謎解きの仕掛けが用意されているダンジョンもある。最深部には重要アイテムがあったり、ボスモンスターが待ち構えていたりすることもある。

### 戦闘
プレイヤーキャラクターと敵キャラクターとの戦闘は、「ターン」とよばれる区切りの中で、自軍・敵軍の各キャラクターが一回ずつ行動していく（中には複数回連続行動するキャラクターもいる）、いわゆるターン制。第1作は1対1、それ以外の作品では敵側・プレイヤー側とも1体から複数のキャラクターが参加する。
プレイヤーキャラクターの行動は基本的に、コマンド選択により命令を与えることによって決定する。プレイヤー側全員の行動が決定した時点で、1ターンが始まり、そして敵かプレイヤー側のどちらかが全滅するまでターンが繰り返される。敵が倒されるか逃げ出して敵全員がいなくなるとプレイヤー側の勝利となり、倒した敵の分の経験値とゴールドが得られる。逃げた敵の分は手に入らない。さらに『II』以降は確率によって敵の所持アイテムを入手できることもある。プレイヤーキャラクターが全員倒されれば全滅となり、所持金が半分となり、前回セーブした場所に戻されるが、ゲームオーバーとはならず、全滅時点での状態のままプレイを続けることができる。一部のイベントで登場するボスキャラクターにおいては、（通常のプレイを行う限り）必ず全滅し、全滅後もそのままストーリーが進行する場合がある。場合によっては、プレイヤー側のキャラクターがまだ生き残っていても全滅扱いになることもある。敵から逃げることに成功した場合も戦闘終了となるが、この場合は何も得られない。
また戦闘ではプレイヤーか敵モンスターの先制攻撃が発生することもある。敵が不意を突かれればプレイヤーの先制攻撃に、運が悪くプレイヤーが敵に不意を突かれると敵の先制攻撃になる。
『IV』以降の作品と携帯アプリ版のリメイク『III』では、主人公を除くキャラクターにあらかじめ「作戦」を与えておくことにより、コンピュータがAI（人工知能）によって各自の行動を自動的に決定する。オリジナル版の『IV』『V』『VI』ではパーティ全体に、『VII』以降および『III』『IV』『V』『VI』のリメイク版ではキャラクターごとに設定する。リアルタイムで適切な行動を取ることなどが強みだが、必ずしも望んだような最適な行動をするとは限らない。
本シリーズの戦闘画面は、『VII』以前では、画面内にプレイヤーキャラクターの姿は映らず、現れた敵キャラクターの姿のみが映し出される。ただし、『VIII』以降では3D化に伴いプレイヤーキャラクターの姿も映し出されるようになった。
『X』では戦闘中に自由な移動が可能であり、敵のブレスや範囲攻撃魔法を離れて回避したり、敵キャラクターを押すこともできる。

### ステータスと成長システム
敵を倒すことによって得られる経験値（Ex、Experienceの略）が一定値に達することによってキャラクターのレベル（Lv、Levelの略）が1段階上昇し、それと同時にキャラクターのステータス（強さを表す能力値）も上昇する。また、所定のレベルになると呪文や特技を新たに覚える。得られる経験値は基本的に強い敵ほど多く、また、主人公側のレベルの数値が高くなるほどレベルアップに必要な経験値も多くなっていく。
その他、『VI』『VII』では職業熟練度、『VIII』以降（モンスターズも『ジョーカー』以降）ではスキルといった成長システムもある。

#### ステータス
キャラクターのステータスには主に以下のようなものがある。これらのステータスはレベルアップ時だけでなく、種や木の実などのアイテムの使用や特定の武器・防具・装飾品などの装備によって上昇させることもできる。これらのステータスはモンスターにも設定されていて、攻撃側のステータスと攻撃を受ける側のステータスの差により、ダメージポイントなどが決定される。
HP（ヒットポイント）
キャラクターの生命力。ダメージを受けると減っていき、HP0になると戦闘不能となり、そのキャラクターの死を意味する。宿屋などに泊まることによって最大値まで回復できるほか、呪文やアイテムによって回復させることもできる。現在のHPの最大値を「さいだいHP」という。戦士タイプなどのアタッカーはHPが高い
MP（マジックパワー）
キャラクターの魔力。呪文を唱えることでMPが減る。呪文ごとに消費するMPの量が決まっており、必要なMPがない場合、その呪文は唱えられない。宿屋などに泊まることによって最大値まで回復できるほか、呪文やアイテムによって回復させることもできる。現在のMPの最大値を「さいだいMP」という。魔法使いタイプなどの攻撃手段が呪文中心なのはMPが高い
ちから
武器を何も装備していないときの攻撃力。
すばやさ
キャラクターの動きの速さ。『II』以降では戦闘時に敵味方に関係なく、この数値が高い者ほど、各ターン内における攻撃の順番が早くなる。『X』ではこの数値が高いほど次のコマンドまでの間隔が短くなる。下記の「みのまもり」が存在しない初期作品では、この値の半分が防具を何も装備していないときの守備力となる。
みのまもり
キャラクターの頑丈さで、防具を何も装備していないときの守備力。『V』以降の各作品とリメイク版『I・II』、DS版『IV』で導入された。
こうげき力（攻撃力）
武器による攻撃の威力の大きさ。この値が高いほど打撃攻撃で敵に与えるダメージが大きくなる。「ちから」に武器の攻撃力を加算した数値。
しゅび力（守備力）
この値が高いほど敵の打撃攻撃によるダメージが小さくなる。「すばやさ」の半分または「みのまもり」の値に、装備している防具の守備力の合計を加算した数値。
このほか、「かしこさ」のように作品ごとに役割の異なるステータスや、「たいりょく」、「うんのよさ」、「かっこよさ」「きようさ」といった一部の作品にのみ登場するステータスがある。「かしこさ」が登場していない作品も一部ある。

#### ステータス異常
モンスターの攻撃などによって、主人公たちが以下のような異常な状態に陥る場合がある。逆に敵に対して状態異常を起こさせることも可能。
死（「しに」）
HPが0になった状態。いわゆる戦闘不能状態で、一切の行動ができなくなる（近年のリメイク作品では『チカラつきる』と表現されているものもある）。パーティーメンバー全員がこの状態になると全滅となる。移動中は死んでいるキャラクターは棺桶の姿（『X』では青系の半透明で浮いている）で表される。『V』では、死と似ているが戦闘終了後にHPが1になって復活する「気絶」という状態もある。
毒（「どく」）
毒に冒された状態。戦闘中は影響は何も無いが、移動中は数歩歩くごとにHPが徐々に減っていく。『X』では戦闘中・移動中にかかわらず、一定時間ごとにHPが1ずつ減っていく。
猛毒（「もうどく」）
猛毒に冒された状態。通常の毒よりも移動中に受けるダメージがかなり大きいうえ、戦闘中にも1ターンごとにダメージを受ける。『VII』以降は、戦闘終了後に上記の「毒」に変化する。
麻痺（「マヒ」）
体がしびれて一切の行動ができなくなった状態。作品により、戦闘が終了すると同時に回復するものと、戦闘が終了しても回復しないものがあり、後者の場合は歩いていると自然に回復する。また作品によって戦闘中の自然回復があるものとないものがあり、後者の場合、生きているメンバー全員が麻痺すると全滅扱いとなる。
混乱（「らん」「こんらん」）
コマンドどおりの行動をせず、味方に対して攻撃する。『IV』以降は味方を攻撃するばかりでなく、通常時にはとらない奇妙な行動をとることもある（各キャラクター・モンスターごとに症状は異なる）。『X』ではキャラクターを任意に移動させることもできなくなる。「魅了」もほぼ同等の状態異常（敵のみに発生する「みとれている」は一回休みであるため性質が異なる）。
眠り（「ねる」「ねている」「ねむり」）
眠ってしまい行動ができない状態。戦闘中に自然回復することもあるが、作品によっては打撃攻撃を受けると目を覚ますこともある。
呪い（「のろい」）
1. 呪いのかかったアイテムを装備した状態。装備者や味方にとって何らかの不利益がある（アイテムによって症状は異なる）。作品によって、呪いのかかった物を装備すると外せなくなり、何らかの施設で呪いを解いてもらう必要があるものと、呪いのかかった物でも「そうび」コマンドで自由に外せるものがある。呪いのアイテムが外れれば効果は消える。
2. 敵に行動を制限されてしまう状態。戦闘中に行動を制限される症状や、移動中にHPやMPが徐々に減っていく症状がある。『V』『VIII』『X』『XI』のみ。『X』では戦闘中に白線から出ようとしても押し戻され、逃げられなくなる。

マヌーサ（「マヌ」「マヌーサ」）
幻に包まれた状態。通常攻撃の命中率が低下する。
マホトーン（「マホ」「マホトン」「マホトーン」）
呪文が封じられた状態。
一回休み（「やすみ」）
そのターンのみ行動ができない状態。既に行動を終えた後の場合、次のターンの行動ができない。作品によってこの状態になる理由は様々存在する。『X』やモンスターバトルロードでは「ころび」（物理的行動不能）・「おびえ」（精神的行動不能）などに分化されている。

#### 呪文・特技
呪文を唱えることで様々な魔法の力を行使できる。使用の際にはMPを消費し、使用することによって敵へのダメージ、味方の回復、瞬間移動など様々な効果が現れる。攻撃呪文・攻撃補助呪文・補助呪文・回復呪文・移動中専用の呪文などに分類され、『III』以降の作品では系統別に整理されている。
特技とは、炎や吹雪を吐く、地面に結界を張る、踊りを踊る、特殊な剣技や武術などといった、呪文以外の特殊行動のことを指す。特技には、MPを消費するものと、MPを消費せずに使用できるものとがある（作品によっても異なる）。

### アイテム
アイテム（道具）は、イベントで入手する、店でゴールドを払って買う、宝箱や壷・箪笥・足元を調べる、戦闘に勝利したときに敵の落とした宝箱から、などの方法で入手することができる。入手するとパーティのキャラクターの持ち物（または「ふくろ」）にそのアイテムが加わる。
不要になったアイテムは、店で売ってゴールドに変えるか、「すてる」コマンドでその場に捨てるといった方法で手放すことができる。ただし、ストーリー進行にかかわる重要アイテムなど、売ろうとしても店で買い取りを拒否され売ることができず、捨てようとしても捨てられないアイテムもある。また、呪いの武器防具を自由に外せない作品では、呪いの武器防具を装備している場合、それを売ったり捨てたりすることはできない。このほか使わないアイテムを預けるための「預かり所」や「ふくろ」が登場する作品もある。
本シリーズに登場するアイテムは、主に次のように分類される。ゲーム内ではいずれも「どうぐ」として総称される。
装備品
キャラクターが装備することによって能力値が上がるもの。装備しないと効果が現れない。装備可能なアイテムはキャラクターごとに定められている。能力の上昇幅はアイテムによって異なり、終盤に手に入るものほど威力の大きいものが多い。装備品の中には「つかう」ことによって特殊な効力を発揮するものもあるほか、ストーリーの進行に必須なものもある。
武器
敵モンスターに対して攻撃するためのアイテム。装備すると攻撃力が上昇する。『V』以降の作品では、ムチやブーメランなど、複数の敵を一度に攻撃できる武器が登場した。『X』では両手用武器の概念（盾と同時装備できない）が登場。
防具
敵からの攻撃によるダメージを少なくするためのアイテム。装備すると守備力が上昇する。胴体に身につける鎧、片手に持って敵の攻撃から身を守る盾、頭部に身につける兜（第1作には登場しない）の3種類に分けられ、1種類ごとそれぞれ1つずつ装備することができる。『IX』以降では「鎧」の名称を上半身に、「兜」を頭にそれぞれ変更、新たに腕、下半身、足を新設した。
装飾品（アクセサリー）
装備することができるアイテムのうち、武器にも防具にも分類されないもの。装備していると特殊な効果が現れたり、ステータスが一定量上昇したりする。『V』まででは1人がいくつでも装備できたが、『VI』以降とリメイク版『III』『IV』では1人につき1つしか装備できない。『X』では顔アクセ、顔コーデ、首アクセ、指アクセ、他アクセ、胸アクセ、腰アクセ、札アクセ、紋章、証の10種類に分かれているため、同時に最大10種類装備可能となっている。

装備することができないもの
以下に挙げるものは、主に「つかう」ことによって効果を発揮するアイテムである。
道具
狭義の「道具」とは「やくそう」「どくけしそう」などの回復アイテムや、「キメラのつばさ」などの移動中に使用するアイテムなどを指す。一度使うとなくなってしまうものが多い。
だいじなもの
いわゆるキーアイテム。ストーリーの進行に欠かせないアイテムである。店に売ったり捨てたりすることができないものが多い。『VI』では一部のアイテムは装飾品にもなる。

## 世界設定

### 世界観
シリーズは全般を通して中世ヨーロッパファンタジー風のいわゆる「剣と魔法の世界」をベースとした世界観になっている。
- 世界にはいくつかの王国が存在し、城では国王または女王が国を治めている。城の周辺には城下町が形成されていることもある。また、城から離れた場所にも独立した都市（町）や、のどかな村などが存在する。
- 通貨は「ゴールド」[注 7]。記号は「G」。
- 作品内のキャラクターは、剣・槍・杖などの武器、鎧・盾・兜などの防具や、架空の道具、さらには呪文（魔法）を扱う。
- 普通の人間や動物だけでなく、架空の生物（モンスター）が主に主人公たちの敵として登場する。
- ファンタジー風世界ではあるが、カジノのスロットマシンや、ロボットのような敵キャラクター「キラーマシン」[注 8]などといった機械的なものが登場することもある。さらに作品によっては車などのさらに高度な機械も登場する。しかし、そういった機械は一般的には普及していない。特殊なものとして外伝『モンスターズ ジョーカー』シリーズは、現代的な文明社会にモンスターが存在するという世界である。
- 各作品間で世界自体が異なっていても、登場するアイテムや呪文体系、主要なモンスターはほぼ共通である。

### 各作品間の関連
- 第1作・『II』・『III』は、勇者ロトとその子孫にまつわる物語であることから「ロトシリーズ」「ロト三部作」と呼ばれている。時代の前後関係は『III』が最も古く、第1作がその数百年後、『II』がさらにその百年後となっている。
- 『IV』・『V』・『VI』は、天空城とその主マスタードラゴンにまつわる物語であることから「天空シリーズ」「天空三部作」と呼ばれている。ロト三部作とは別の世界が舞台[注 9]。時代の前後関係は『VI』が最も古く、ゲーム内ではほのめかし程度で明言は為されていないものの、天空城の成立を描き[26]、その後に『IV』、『V』はさらに数百年後の物語となっている。
- 『IX』製作の際、「堀井から『新しいシリーズに入るから序曲のアレンジを変えてくれ』と言われた」と、すぎやまこういちが発言している[27]ことから『IX』と『X』は同一シリーズに属しているとも考えられるが、いまだ全貌は明らかになっていない。2017年4月23日、ニコニコ生放送『ドラゴンクエストIX ゲーム実況』に出演した藤澤仁は「『IX』『X』は連作の予定だった。もっと言えばロトシリーズみたいに三部作の予定だったけど、色々あって二作品になっている」、「『IX』『X』の世界観としては繋がっていると言えば繋がっている、繋がっていないと言えば繋がっていない」と発言した[28]。
- 『XI』は、ロトシリーズ『I』・『II』・『III』の過去となる物語で勇者ロトの由来が語られる。

なお、『VI』では『II』・『III』の存在と同名である精霊ルビスが登場しており、「ロト三部作」と「天空三部作」それぞれの世界が繋がりを持つ可能性も示唆されている。さらにリメイク版『III』には、『VI』に登場した王の名を冠する、天空城と同一構造のゼニス城が登場。『VIII』では、『III』の存在と同一であることをほのめかす神鳥レティスがおり、サブゲームの闘技場には『IV』のキャラクターであるライアン、トルネコも登場している。『IX』では、宿屋にスペシャルゲストとして歴代キャラクターが訪れるほか、歴代ボスが宝の地図のダンジョンに登場する。『X』では、魔法の迷宮に過去作のキャラクターやボスの一部が登場。また、『ドラゴンクエストモンスターズ』などの外伝作品では『VI』のキャラクターであるテリーや『VII』のキーファがロトシリーズの世界を訪れる場面がある。

#### 外伝作品での時系列
- 「ジョーカーシリーズ」は作品ごとの時系列をある程度に持っていて、『ジョーカー2』は『ジョーカー』から約2年後（もしくは、2年以上）の世界を舞台としている。

### モンスター
敵キャラクターは、ほとんどがモンスター（作中では主に「魔物」と呼ばれる）であり、これらは魔王の手先である。作品によっては、主人公たちの仲間となったり、現実世界においての普通の動物のような存在（ペットや友人、手下など）として描かれたりする場合もある。同種のモンスターは主に色違いにより外見の差異を表しているが、第1作の時点で上位種のみ武器を持っていたりする。3Dで表現されるようになってからは異なる部位のものも登場している。攻撃時にモンスターが動く作品と動かない作品がある。
ドラゴンクエストシリーズにおいて、メインシリーズ11作品のうち4作品以上に登場している代表的なモンスターについて解説する。同じ名前でも、作品によって攻撃・弱点特性が異なる場合がある。
スライム
青い水滴形（玉葱型）の軟体生物。主に敵として登場するが、町の中などには話ができるスライムも存在しており、また、外伝『スライムもりもりドラゴンクエスト』シリーズでは主人公として活躍する。続編が発売されるにつれて新種のスライムも続々と登場した。
ドラキー
コウモリのモンスターだが、当初は蛾のモンスターという設定だった（後述する漫画『ドラゴンクエスト列伝 ロトの紋章』ではその設定が活かされて登場している）。
キメラ
合成によって生み出された魔物で、鳥のような頭・胴体とヘビのような尾を持つ。炎を吐いてくる種もいる。同種のモンスターに「メイジキメラ」「スターキメラ」などがおり、作品によっては「キメイラ」なる亜種が登場する場合もある。
ゴーレム
岩石を積み重ねて人の形に組み上げられ、命を吹き込まれたモンスター。同種のモンスターに「ゴールドマン」「ストーンマン」がいる。
ドラゴン
シリーズ第1作から登場し、以後シリーズを重ねるごとに様々な種類のドラゴンが登場している。高いHPを持ち、ブレスを吐く強敵。上位種に「ダースドラゴン」と「キースドラゴン」が存在する。
マドハンド
泥でできた手だけの姿をした、根っこのように地面に付いているモンスター。同種、または特定のモンスターを仲間として次々に呼び寄せる。上位種に「ブラッドハンド」（「ブラッディハンド」とも）などが存在する。モンスターズシリーズではギガハンドという上位互換も存在する。
いたずらもぐら
直立歩行でスコップを持ったモグラのようなモンスター。同種のモンスターに「キラースコップ」「モグラの子分」などが存在する。
くさった死体
死体が魔の力によって動き出したアンデッドモンスター。同種のモンスターに「リビングデッド」「どくどくゾンビ」「グール」。『VI』のみ立ちポーズが異なる。
じんめんじゅ
樹木に精霊が宿り、目や口がついた植物系のモンスター。「ふしぎなおどり」で相手のMPを奪う。また、作品によっては回復系の技を使う。同族のモンスターに「ウドラー」「まかいじゅ」「ちょうろうじゅ」「エビルトレント」などが存在する。
キラーマシン
旅人を狩るために作られた機械のモンスター。連続で2回行動することが多く、剣、弓矢、レーザーなど多彩な攻撃手段を持つ。下位種に「メタルハンター」、亜種として「キラーマシン2」「キラーマジンガ」などが存在する。
アークデーモン
ピンク色の体に巨大なフォークを持つ悪魔系モンスター。『ドラゴンクエスト2 公式ガイドブック』では牛の化け物という説明が為されている。「イオナズン」を連発する他、打撃攻撃も強力である。一部作品ではミニデーモンが成長した姿として描写されている。同種のモンスターに「ベリアル」「デザートデーモン」（後者はフォークではなくスプーンを持つ）などが存在する。
アルミラージ
ツノを生やした紫色のウサギのモンスター。「ラリホー」を唱えたり、作品によっては力をためてテンションを上げて攻撃する。同族のモンスターに「いっかくうさぎ」「ゴールデンコーン」「ブラバニクイーン」が存在する。
ギズモ
雲のような姿のモンスター。同族に炎のエレメントの「ヒートギズモ」、冷気のエレメントの「フロストギズモ」などがいる。
さまようよろい
死んだ戦士の魂が宿った鎧。よくホイミスライムを呼び出す。同種のモンスターである「地獄の鎧」は痛恨の一撃やいかずちなどの手痛い攻撃をするほか、「キラーアーマー」は「ルカナン」「ラリホーマ」といった補助系呪文を使う策士的な戦いを得意とし、HPが少なくなるとベホマスライムを呼ぶことがある。
マーマン
水辺や砂浜に生息する凶悪な半魚人のモンスター。「ルカナン」「ルカニ」でこちらの守備力を下げてから鋭い爪や尾で攻撃してくる。同属に「マーマンダイン」「キングマーマン」が存在する。
エリミネーター
覆面と一体になったマントを身に着け、手斧を持った怪人。同族に「カンダタ」「さつじんき」「デスストーカー」「ごろつき」などが存在する。
ベビーサタン
悪魔の子供で、常に舌を出し大きなフォークを手にする。「つめたい息」を吐くほか、MPが足りないにもかかわらず「イオナズン」の呪文を唱えようとすることもある。同種のモンスターに「ミニデーモン」「つかいま」などが存在する。
おどる宝石
宝石を体中にまとった袋のようなモンスター。倒すと多額のゴールドを得られる。下位種に「わらいぶくろ」がいる。
ミミック
宝箱の形をして冒険者を騙すモンスター。宝箱を開けると突然襲ってくる。シリーズによっては通常エンカウントで出会うこともある。「ひとくいばこ」「パンドラボックス」といった同種のモンスターが存在する他、同様の主旨のモンスターはシリーズを重ねるごとに壷や本棚などにも広がっている。
ばくだん岩
丸い岩に顔の付いたモンスター。攻撃はせずに様子を見ているだけのことが多いが、中途半端にダメージを与えると突然、自爆の呪文「メガンテ」を唱えてパーティを全滅させようとする。同種のモンスターに「メガザル」の呪文を唱えて自分の命と引き換えに仲間を蘇生・回復させる「メガザルロック」、自己犠牲行動は行わない「スマイルロック」がいる。

## 開発

### 経緯

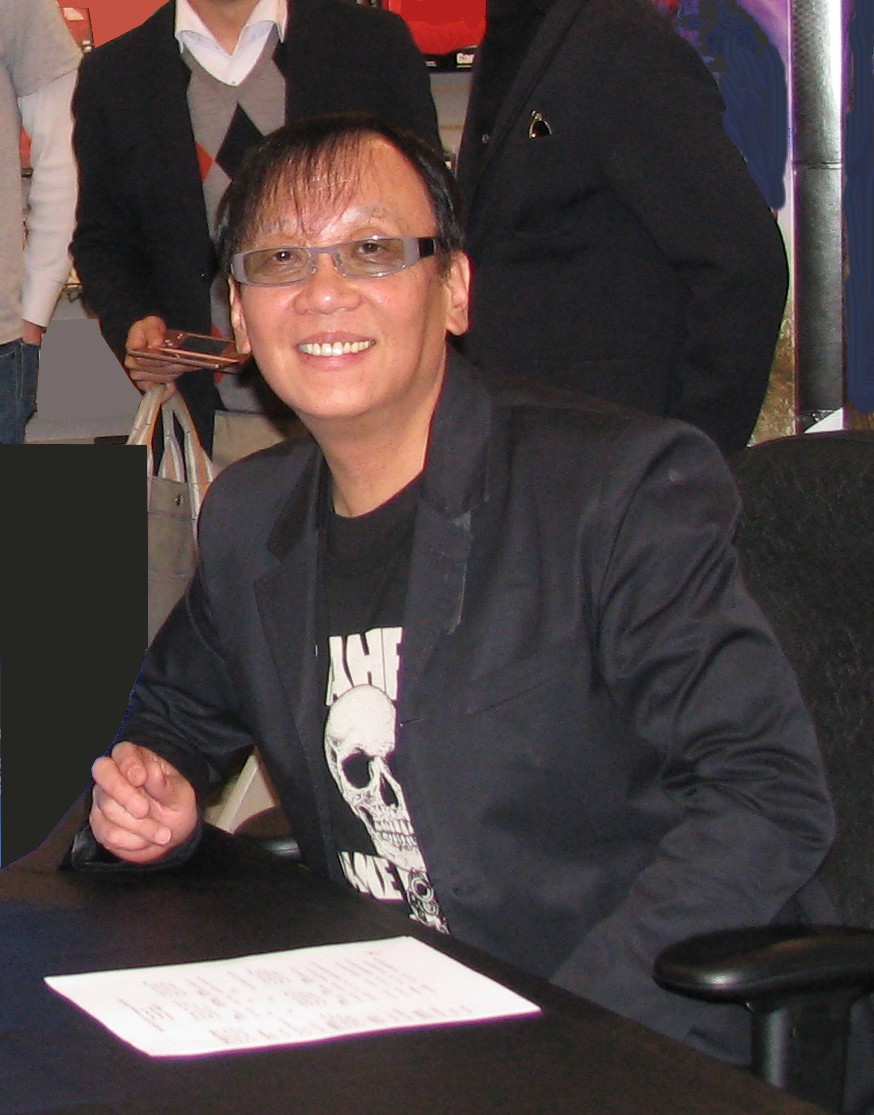
堀井雄二（シナリオ・ゲームデザイン）

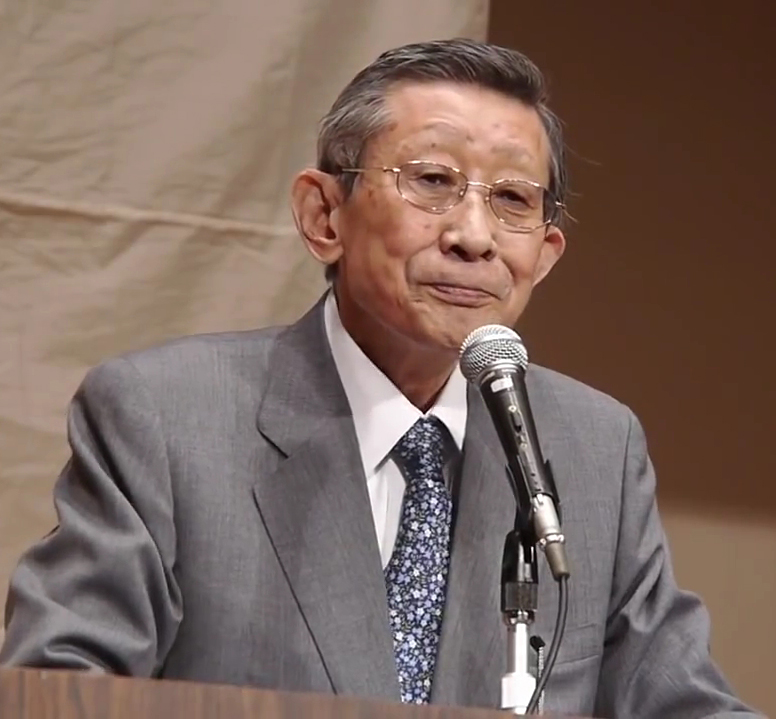
すぎやまこういち、主な作曲者

エニックスのプロデューサー・千田幸信は、1985年に『ドアドア』でファミコン参入後、パソコンで発売されていた堀井雄二のアドベンチャーゲーム作品『ポートピア連続殺人事件』のファミコンへの移植を決め、堀井と、チュンソフトのプログラマ、中村光一に移植作業を依頼する。堀井と中村は、1983年のエニックスの第1回ゲーム・ホビープログラムコンテストの授賞式で知り合った仲でもあり、製作中に意気投合し、パソコンで流行していたRPGについて熱く語り合う仲になっていった。この際にファミコンでのRPGの製作が可能となる重要なアイディア「ふっかつのじゅもん」の構想が生まれ、RPG製作の前準備としてファミコンユーザーにコマンド入力に慣れてもらうため、同作のPC版は文章入力方式だったが、一転しコマンド入力式に切り替えた。
この移植作業が堀井と中村にとって楽しいものであったことから、二人はこの組み合わせでの仕事をもっとやりたがり、堀井は千田にファミコンでのRPGの製作を提案する。当時のファミコンはシューティングゲーム・アクションゲームが主流でありRPGは皆無だったため、エニックス社内では反対の声もあったが、最終的に千田がゴーサインを出し、ファミコン初の本格的RPGの開発・製作が始まった。
二人が熱中したパソコンのRPG（『ウルティマ』、『ウィザードリィ』）の強い影響下に、少数のスタッフで開発・製作が行われた。基本構造は『ウルティマ』型のフィールドと『ウィザードリィ』型の戦闘システムだが、当時はビジネス用のソフトにしか使われていなかったマルチウインドウを導入することで独自色を打ち出した。
なお、堀井はジャンプのゲーム紹介記事「ファミコン神拳」の連載と並行しながらをドラクエを製作していた。同記事でRPGの面白さを説明しつつ、最終的に自分がRPGを出したことに関して、後に「今でいうとステマ」とも述解している。
キャラクターデザインに関して、堀井は集英社の『週刊少年ジャンプ』でライターをしていたときからの知り合いである鳥山明のことを、鳥山を担当していた編集者鳥嶋和彦から勧められて、デザインを頼むことに決めた。その際、鳥嶋は鳥山が「『ポートピア連続殺人事件』に興味を持っており、ゲームの仕事をやりたがっている」という嘘をついた。なお鳥山と堀井との対談によれば「ゲームの仕事をやりたがっている」という発言は騙しであり、自身はゲームに関してはてんで無知だったと鳥山は語っている。この決定により『ドラゴンクエスト』は「週刊少年ジャンプ」と蜜月関係となり、同誌上で開発中の『ドラゴンクエスト』の画像を初披露する体制がとられることになった。
開発は進み、完成に近づいたものの、内部スタッフが作ったBGMが「ずっと聴いていると飽きてしまう」という事態が発生。そこに急遽、ゲーム好きが昂じてエニックスと繋がりができていた作曲家のすぎやまこういちが参加し、「聴き減りのしない音楽」という方針のもと、1週間で楽曲を製作した。なお、千田は鳥山やすぎやまを引き入れた理由について「（アマチュアの空気で作られている現場に）プロを入れたかった」としている。
こうして堀井、中村、鳥山、すぎやまらの手によって『ドラゴンクエスト』は完成し、1986年5月に発売された。『ドラゴンクエスト』は当初は売り上げが芳しくなかったが、口コミによりじわじわと売れ始め、最終的に150万本を売り上げるヒット作品となった。そして『I』の完成直後から『ドラゴンクエストII 悪霊の神々』の製作にとりかかる。

### 設計思想
第1作製作時、初めてRPGに触れるユーザーに対して、ユーザーが参考材料にするであろう海外のRPGはハードルが高すぎるという判断から、堀井自ら『ファミコン神拳』でRPGというゲームの説明をするなど、間口を広げる方針を取った。これはシリーズ全体の方針ともなり、第1作から『III』までの通称「ロト三部作」は、ファミコンで初めてRPGに触れるユーザーに対して、RPGの面白さ、奥深さを理解してもらえるように、プレイしながらRPGのリテラシーを習得できるように意識して作られている。
ロトシリーズ以降もこの方針は貫かれ、『IV』製作後には今更方針を変えることもないだろうと判断したこと、万人向けに作っているため、難しすぎる謎は全部ボツにしていることを表明している。『X』でオンライン化が決まった際にも「いかに敷居を低くするか」が最初のテーマになっている。
ゲームシナリオに関して、ゲームクリエイターの名越稔洋は自著『ゲーム屋人生―名越武芸帖』でおとぎ話を読んでいるような感覚とも表現しているほどシリーズ全体の世界観を印象付けている。
なおファミコン時代は容量との戦いでもあり、容量削減のため、数多くの企画・演出がカットされた。一方で『DRAGON BALL』のギャグ「ぱふぱふ」をシリーズ全編に渡って使用しているのも特徴で、ファミコン時代、容量不足で困っていた時代にもこれを削らずに通した。無料の「ぱふぱふ」は相手が親父だったり、女装であったりなどのオチが採用されていたりもする。この容量の問題はシリーズが進むにつれメディアの進化により解決するようになった。

### 主人公
ドラゴンクエストシリーズは「プレイヤー自身がゲームの主人公になりきり、ゲーム内の世界の出来事を体験する」ことが一貫して主なコンセプトとなっており、プレイヤーが主人公に感情移入することを妨げないようにするため、主人公はわずかな例外（ギャグシーンや戦闘中にシステム上喋る「特技」など）を除いて言葉を発しない。「はい」「いいえ」の選択を強制される場面が数多くあるが、文脈的におかしい場面でもこの選択肢が出ることが多々ある。
『ソード』や海外版および3DS版『VIII』では主人公以外のキャラクターにボイスが採用されるなどのシリーズの会話テキストは作品を追うごとに増える傾向にあり、『ヒーローズ』では初めて主人公にもボイスが実装された。その一方、『ヒーローズ』に歴代主人公は登場するのかという問いに対して、堀井は「プレイヤー自身でもある主人公たちが、新たに声を得て登場するのは違和感がある」と述べている。
『X』などのプレイヤーキャラクターの移り変わりがある作品においては対象キャラが非操作状態時では喋ることがあるが、操作状態となった途端に喋らなくなる。

### プログラミング
『V』までのチュンソフト（中村光一）時代、視覚面での演出はほぼチュンソフトに任されていた。ルーラで飛ぶ演出はプログラマ同士のお喋りから生まれたものである。『IV』ではファミコンでは実現不可能と目されていた表現を多数披露。当時（発売前の）スーパーファミコンの売りの一つであった機能をファミコン上でさりげなく行うなどしている。当時中村光一は「技術は表現のための手段」という方針を貫き、技術を前面に出した勘違い作品を作らないように苦心していると語っている。なお、『VII』ではハートビートの山名学（元チュンソフト所属）がロード時間短縮という独自技術を開発した。

### デザイン
漫画家・鳥山明によるキャラクターデザインは、堀井雄二によるラフ絵に基づいて描いた物であるが、堀井のラフ絵と全く異なる場合も少なくなく、特にドラゴンクエストの象徴的モンスターとも言える「スライム」は堀井のラフ絵が一般的なスライムだったのに対し、鳥山はこれを水滴型のものとしてデザインし、これが採用された。
なお、堀井のラフ絵は全てが堀井のアイデアというわけではなく、『II』では宮岡寛が関わっている。また、『V』以降は一部のキャラクターデザイン・モンスターデザインに中鶴勝祥ら他のスタッフが参加している。
鳥山のデザインに関しての内部評価は、「鳥山以外の漫画家を起用していたら、おそらくその漫画家のキャラゲーになっていた」「鳥山のデザインだからこそ、ドラクエの世界観が成り立っている」と評されている。

### 音楽
ドラゴンクエストシリーズは楽曲の美しさ、多彩さでも知られる。すぎやまこういち作曲による音楽は、ゲーム中で何度も聴かざるをえない音楽ゆえに何度聴いても飽きない「聴き減りのしない音楽」を作るというポリシーに基づいて製作されている。また、ファミコン時代の使えるトラックが少ない時代での制作体制を経ていることから、シンプルであることをモットーにしている。なお、テストプレイをして世界観を把握してから楽曲制作に入るのを常としており、『ソード』は、当初はすぎやまこういちが楽曲を担当する予定だったが、高齢によりテストプレイができない（同作は剣に見立てたコントローラーを振り回してプレイする）ことを理由に担当を辞退している。
ゲーム音楽ということもあり、企画物以外で楽曲をカバーされることは少ないが、1987年に政治家の愛知和男が「この道わが旅」、2000年に高中正義が「おおぞらをとぶ」をカバーしている。
なお、2021年7月23日に行われた2020東京オリンピック開会式の選手入場曲においては、日本を代表するゲーム音楽の一つとして『序曲：ロトのテーマ』のタイトルで最初と最後の楽曲として採用された。

### スタッフ
開発にあたって旧エニックスはプロデュースのみを行い、実際のソフト製作作業は他メーカーに委託していた。旧エニックスは主に財務上の戦略から自社内に開発要員を持たなかったため、こういった委託は本シリーズに限らず、同社から発売されたタイトルでは一般的な形態であった。
ナンバリングタイトルに関しては『I』から『V』までは中村光一が所属するチュンソフトが担当した。『V』をもって開発から手を引いたのは、開発期間が長期間化するようになったことや、作数を重ねるたびにスタッフが増加し製作環境が変わり、それらに伴いプログラマ間での諍いが絶えなくなってしまったことから、中村はプログラマの仲裁や管理をするディレクター作業がメインになり、「割に合わなくなった」からである。
『VI』『VII』はチュンソフトの退社組による山名学率いるハートビートが担当。スクウェア・エニックス発足後は自社内に開発要員を抱えることになったが、『VIII』『IX』は『ダーククロニクル』に惚れ込んだ堀井の依頼によりレベルファイブが担当する一方でプランナーは自社要員で賄われた。『X』では初めて自社での開発となっている。これはネットワーク対応ということでインフラ構築などの運営の都合上から内製のほうが好ましいと判断されたためである。ただし、『X』以降も一部業務の外部委託は引き続き行われている。なお、派生タイトルなどは引き続き外部委託が基本であるが、『ビルダーズ』のように企画の経緯から内製となる場合もある。
- シナリオ・ゲームデザイン : 堀井雄二（アーマープロジェクト）
- キャラクターデザイン : 鳥山明（バードスタジオ）
- 音楽 :
  - すぎやまこういち
  - 松前真奈美（『ドラゴンクエストソード 仮面の女王と鏡の塔』のみ）
- 開発
  - チュンソフト（ファミコン版全作品、スーパーファミコン『V』『I・II』、トルネコシリーズ。後のスパイク・チュンソフト）
  - ハートビート（スーパーファミコン『VI』『III』、PlayStation『VII』『IV』）
  - トーセ（ゲームボーイ版全作品、携帯アプリ版、『モンスターズ』シリーズ、『スライムもりもり』シリーズ、『ライバルズ』）
  - アルテピアッツァ（PlayStation 2『V』、DS版『IV』『V』『VI』、ニンテンドー3DS『VII』/グラフィック担当：スーパーファミコン『III』、PlayStation『VII』『IV』）
  - レベルファイブ（『VIII』『IX』）
  - オルカ（PlayStation 4版『XI』）
  - トイロジック（ニンテンドー3DS版『XI』）
  - ヘキサドライブ（『XII』）
  - マトリックス（PlayStation 2版『トルネコ』シリーズ、PlayStation 2『V』）
  - ジニアス・ソノリティ（『ソード』）※企画のみ担当
  - エイティング（『ソード』）
  - ロケットスタジオ（モンスターバトルロード シリーズ）
  - スクウェア・エニックス（『X』、『ビルダーズ』、『XI』）
  - コーエーテクモゲームス（『ヒーローズ』シリーズ、『ビルダーズ2』）
  - インディーズゼロ（『シアトリズム』）
  - Cygames（『スーパーライト』）
  - モバイル&ゲームスタジオ（『星ドラ』）
  - マーベラス（『バトルスキャナー』）
  - SCRAP（『竜王迷宮』、『大魔王ゾーマ』）
  - バンダイナムコアミューズメント（『VR』）
  - コロプラ（『ウォーク』）
  - NHN PlayArt（『けしケシ！』）

## 関連書籍

### 攻略本
奥義大全書、Vジャンプブックス ゲームシリーズ
集英社から発売されている、スターティングガイド寄りの攻略本。初期設定やゲーム中盤までのダンジョンマップなどを掲載している。第1作から『V』（1992年）までは「奥義大全書」（週刊少年ジャンプ特別編集）、スーパーファミコン版『I・II』（1993年）以降は「Vジャンプブックス」として発売。ゲームソフトと同時発売されることが多い。
公式ガイドブック
旧エニックス時代より、スクウェア・エニックス自社から発売されている攻略本。最初に発売された公式ガイドブックはファミコン版『III』のもので、その後に第1作と『II』のものが発売された。チャートを用いた詳細なモンスターデータやゲーム上では不明な各種アイテムの具体的なイラストなどが掲載されていることが特徴。『IV』から『X』まではPS・PS2リメイク版のものも含み、『上巻・世界編』と『下巻・知識編』の分冊販売。『世界編』ではショップリストやダンジョンマップ、Q&Aなど、『知識編』ではキャラクターやアイテム、モンスターの諸データが掲載されている。『XI』では一冊にまとめられているが、PS4版と3DS版の差異が大きいため、それぞれの対象機種ごとに二種類が同時刊行された（集英社刊のものも同様）。
いずれも、謎解きの具体的解法やストーリー詳細、ラストダンジョンやクリア後の追加要素などの詳細情報は伏せられている。これは、自力でゲームを進めていく楽しみを奪うと、ゲーム自体の売り上げにも悪影響が出かねないから、だと（スタンスに）している。
なお『VIII』の非公式攻略本を巡る裁判の中で、第1作から『VII』および『ドラゴンクエストモンスターズ』など、ドラゴンクエストシリーズ全体の公式ガイドブックの総売上が、2004年末時点で約2256万部に上ることが明らかにされている。

### 『あるきかた』シリーズ
CB's Project編（『VIIIの〜』まで）、旧エニックス / スクウェア・エニックス刊。戦闘やサブゲーム、モンスター分布、アイテム、町の人や登場人物、台詞などゲーム中のさまざまなものを徹底検証・解析した結果のレポートが書かれている。
- ドラゴンクエストVIIのあるきかた（2001年3月）
- ドラゴンクエストIVのあるきかた（2002年3月1日） ※リメイク作・PS版『IV』に対する書籍
- ドラゴンクエストVのあるきかた（2004年8月10日） ※リメイク作・PS2版『V』に対する書籍
- ドラゴンクエストVIIIのあるきかた（2005年8月5日）
- ドラゴンクエストXのあるきかた Vol.1（2016年7月7日）
- ドラゴンクエストXのあるきかた Vol.2（2017年3月4日）

### 『みちくさ冒険ガイド』シリーズ
スクウェア・エニックス刊。
- ドラゴンクエストIX みちくさ冒険ガイド（2010年3月4日）
- ドラゴンクエストVI みちくさ冒険ガイド（2010年8月12日） ※リメイク作・DS版『VI』に対する書籍
- ドラゴンクエストI・II・III 超みちくさ冒険ガイド（2011年10月15日）
- 冒険者おうえんシリーズ ドラゴンクエストX みちくさ冒険ガイド Vol.1（2013年2月14日）
- 冒険者おうえんシリーズ ドラゴンクエストX みちくさ冒険ガイド Vol.2（2013年10月31日）
- 冒険者おうえんシリーズ ドラゴンクエストX みちくさ冒険ガイド Vol.3（2014年3月27日）
- 冒険者おうえんシリーズ ドラゴンクエストX みちくさ冒険ガイド Vol.4（2014年11月13日）
- 冒険者おうえんシリーズ ドラゴンクエストX みちくさ冒険ガイド Vol.5（2015年3月31日）
- 冒険者おうえんシリーズ ドラゴンクエストX みちくさ冒険ガイド Vol.6（2015年9月3日）
- ドラゴンクエストXI 超みちくさ冒険ガイド（2017年10月19日）

### キャラクターブック
- ドラゴンクエストXI 過ぎ去りし時を求めて CHARACTER BOOK（2019年7月25日発売、集英社）

### イラスト集
- ドラゴンクエストモンスターズ 鳥山明イラストレーションズ[注 19]（1996年12月1日発売、集英社）
- ドラゴンクエスト25thアニバーサリー モンスター大図鑑[注 20]（2012年5月31日発売、スクウェア・エニックス）
- 鳥山明 ドラゴンクエスト イラストレーションズ（2016年5月27日発売、集英社）
- ドラゴンクエストモンスターズ 20thアニバーサリー モンスターマスターメモリーズ（2018年12月13日発売、スクウェア・エニックス）

## メディアミックス
コンピュータゲームのほか、ゲームブック、小説、4コママンガ劇場などの書籍を次々と発行。また、キーホルダーやぬいぐるみ、マグカップ、タオルやハンカチなどの小物・雑貨や日用品、鉛筆やサインペンなどの文房具、カードダスやカードゲームなどの子供向け玩具、さらには原寸大の宝箱や1/6スケールの剣といったマニアックなグッズも次々と発売された。
1990年代当初は、エニックスが販売していた物に関してはそれぞれ「○○シリーズ」というラベリングがされており、グッズは「ドラゴンクエストワールドグッズ」と呼ばれていた。1990年から1997年にかけては、グッズなどを紹介する「ドラゴンクエスト パーフェクトコレクション」という書籍も年刊で発行されていた。なお、エニックス以外でもドラクエの成り立ち上、『週刊少年ジャンプ』を刊行する集英社が出版に乗り出しており、攻略本のほか、コミカライズなどを手掛けている。
コミカライズされた一部の作品はアニメ化や映画化されるほどの人気を博し、その他にもドラクエの世界観を活かしたオリジナルストーリーのミュージカル（1992年、SMAP主演）やバレエ（1995年初演、スターダンサーズ・バレエ団）、ロト3部作をベースにしたオリジナルストーリーのアクロバティックショー（2016年、ドラゴンクエスト ライブスペクタクルツアー製作委員会主催）などが上演された。

### 小説
旧エニックスおよびスクウェア・エニックス刊。
『小説ドラゴンクエスト』シリーズ
各ゲームソフトのストーリーに基づいた小説作品。第1作から『VII』まで。第1作〜『III』は著：高屋敷英夫、『IV』〜『VI』『精霊ルビス伝説』は著：久美沙織、『VII』は著：土門弘幸。『トルネコの大冒険』も小説化されており、著:とまとあき&塚本裕美子。
- ドラゴンクエスト（1989年/四六版/全1巻・1991年/文庫版/全2巻・2000年/新書版/全1巻）
- ドラゴンクエストII（1989年/四六版/全2巻・1990年/文庫版/全2巻・2000年/新書版/全1巻）
- ドラゴンクエストIII（1990年/四六版/全2巻・1991年/文庫版/全2巻・2000年/新書版/全1巻）
- ドラゴンクエストIV（1991年/四六版/全4巻・1992年/文庫版/全4巻・2000年/新書版/全3巻）
- ドラゴンクエストV（1993年/四六版/全3巻・1994年/文庫版/全3巻・2000年/新書版/全3巻）
- ドラゴンクエストVI（1996年/四六版/全2巻・1997年/文庫版/全3巻・2000年/新書版/全3巻）
- ドラゴンクエストVII（2001年/四六版/全3巻・2004年/新書版/全3巻）
- ドラゴンクエスト 精霊ルビス伝説（1990年/四六版/全3巻・1992年/文庫版/全3巻）

「ロトシリーズ」で重要な位置を占める精霊ルビスの前半生を描いた外伝作品。

知られざる伝説、モンスター物語、アイテム物語、ワールド漫遊記
ゲームに登場したキャラクターやモンスター、アイテムに関する、ゲーム本編では語られなかったエピソードが綴られている。
- ドラゴンクエストIII 知られざる伝説（1988年11月）
- ドラゴンクエスト モンスター物語（1989年7月）
- ドラゴンクエスト アイテム物語（1989年12月）
- ドラゴンクエストIV モンスター物語（1990年9月）
- ドラゴンクエストIV 知られざる伝説（1990年11月）
- ドラゴンクエストIV ワールド漫遊記（1991年3月）
- ドラゴンクエスト 知られざる伝説 ロト2（1992年3月）
- ドラゴンクエストV 知られざる伝説（1994年9月）

ドラゴンクエスト ユア・ストーリー
映画のストーリーに基づいたノベライズ作品。『ドラゴンクエスト ユア・ストーリー』はダッシュエックス文庫版、みらい文庫版共に原作:堀井雄二、脚本：山崎貴、著：宮本深礼。
- ドラゴンクエスト ユア・ストーリー 映画ノベライズ（2019年8月2日、集英社）ISBN 978-4-08-631322-3
- ドラゴンクエスト ユア・ストーリー 映画ノベライズ みらい文庫版（2019年8月2日、集英社）ISBN 978-4-08-321519-3

### ゲームブック
各ゲームソフトのストーリーに基づいたゲームブック。双葉社発売のものと、旧エニックス発売のものがある。
- 『ファミコン冒険ゲームブック』シリーズ（双葉社）
  - ドラゴンクエスト 蘇る英雄伝説（1986年12月）
  - ドラゴンクエストII 悪霊の神々（1987年7月/上・下巻）
- 『エニックスオリジナルゲームブック』シリーズ（エニックス）
  - 『ゲームブックドラゴンクエスト』シリーズ
  - 第1作から『IV』までではストーリーが原作と大幅に異なる部分があり、オリジナルのキャラクターやモンスターなども登場した。
    - ドラゴンクエストIII（1988年 - 1989年/全3巻）
    - ドラゴンクエストII（1989年/全2巻）
    - ドラゴンクエスト（1989年/全2巻）
    - ドラゴンクエストIV（1991年/全4巻）
    - ドラゴンクエストV（1993年/全4巻）
    - ドラゴンクエストVI（1996年/全4巻）

  - トルネコの大冒険 不思議のダンジョン（1994年 - 1995年/全3巻）

### 絵本
- ドラゴンクエスト あそびえほん めざせ竜王じょう!!（2017年7月29日発売、スクウェア・エニックス）
- ドラゴンクエスト あそびえほん2 いや〜さがしましたよ!（2018年12月20日発売、スクウェア・エニックス）
- スライムぴぴぴ（2019年9月30日発売、スクウェア・エニックス）ISBN 978-4-75-756266-0
- ドラゴンクエストあいうえお（2019年9月30日発売、スクウェア・エニックス）ISBN 978-4-75-756183-0

### 漫画
- DRAGON QUEST -ダイの大冒険-（原作：三条陸、作画:稲田浩司、連載誌：週刊少年ジャンプ、1989年第45号 - 1996年第52号）
- ドラゴンクエストへの道（原作：エニックス出版局、脚色：和智正喜、作画：滝沢ひろゆき・石森プロ、監修：石ノ森章太郎、1990年1月31日）
- DQI秘伝 竜王バリバリ隊（原作：三条陸、作画：稲田浩司、連載誌：ブイジャンプ、1990年12月12日号、1991年6月26日号）
- ドラゴンクエスト列伝 ロトの紋章（作画：藤原カムイ、脚本：小柳順治、設定：川又千秋、連載誌：月刊少年ガンガン、1991年4月号 - 1997年No.8）
- ドラゴンクエスト列伝 ロトの紋章Returns（作画：藤原カムイ、脚本：小柳順治、設定：川又千秋、連載誌：ガンガンYG、2004年壱号 - 参号）
- ドラゴンクエスト列伝 ロトの紋章 〜紋章を継ぐ者達へ〜（作画：藤原カムイ、脚本：映島巡→梅村崇、連載誌：ヤングガンガン、2004年創刊号 - 2020年2号）
- ドラゴンクエスト 精霊ルビス伝説（原作：久美沙織、作画：阿部ゆたか、連載誌：月刊Gファンタジー、1993年4月号 - 1995年9月号）
- スライム冒険記（かねこ統、連載誌：Vジャンプ、1993年7月号 - 2000年2月号）
- トルネコ一家の冒険記（脚本：小松崎康弘、作画：村上ゆみ子、連載誌：月刊少年ギャグ王、1994年5月号 - 1997年5月号）
- ドラゴンクエスト 幻の大地（神崎まさおみ、連載誌：月刊少年ガンガン、1997年No.9 - 2001年1月号）
- ドラゴンクエスト プリンセスアリーナ（脚本：小松崎康弘、作画：八坂麻美子、連載誌：月刊Gファンタジー、1997年8月号 - 2000年1月号）
- ドラゴンクエスト 天空物語（幸宮チノ、連載誌：月刊少年ギャグ王、1997年9月号 - 1999年4月号→月刊Gファンタジー増刊ステンシル、1999年夏号 - 2000年春号→月刊ステンシル、2001年3月号 - 2003年5・6月合併号→月刊Gファンタジー、2003年6月号 - 2004年7月号）
- ドラゴンクエスト ヴァーチャルバトラー仁（御茶まちこ、連載誌：月刊少年ギャグ王、1997年4月号 - 1998年6月号）
- ドラゴンクエストモンスターズ+（吉崎観音、連載誌：月刊少年ガンガン、2000年4月号 - 2003年2月号）
- ドラゴンクエスト エデンの戦士たち（藤原カムイ、連載誌：月刊少年ガンガン、2001年2月号 - 2006年1月号）
- DRAGON QUEST IV外伝 -地獄の迷宮-（原作：三条陸、作画：稲田浩司、掲載誌：月刊少年ジャンプ、2001年12月号、2002年1月号）
- スライム大作戦（かねこ統、連載誌：Vジャンプ、2000年5月号 - 2003年11月号）
- スライムもりもり（かねこ統、連載誌：Vジャンプ、2003年12月号 - 2015年11月号[49]、最強ジャンプ、2012年1月号 - 2016年1月号[50]）
- ドラゴンクエスト モンスターバトルロードビクトリー（脚本：かねこ統、作画：オオイシナホ、掲載誌：Vジャンプ、2010年6月号 - 11月号）
- ドラゴンクエスト 蒼天のソウラ（中島諭宇樹、連載誌：Vジャンプ、2013年2月号 - 2022年12月号）
- ゆうべはお楽しみでしたね（金田一蓮十郎、連載誌：ヤングガンガン、2014年13号 - 連載中）
- スライムドーン!!（かねこ統、連載誌：Vジャンプ、2016年2月号 - 2021年10月号）
- マンガでドラゴンクエスト スキャンバトラーズ[51]（かねこ統、連載：連動アプリ「ぼうけんのしょ」、2017年10月31日 - 2019年3月26日[52]）
- ドラゴンクエストXI S 盗賊たちの挽歌（真島ヒロ、連載誌：Vジャンプ、2019年10月号）
- ドラゴンクエスト ダイの大冒険 勇者アバンと獄炎の魔王（原作：三条陸、漫画：芝田優作、連載誌：Vジャンプ、プロローグ/2020年11月号・連載開始/2020年12月号 - 連載中）
- ドラゴンクエスト ダイの大冒険 クロスブレイド（漫画：天望良一、連載誌：最強ジャンプ、2020年11月号 - 連載中）
- ドラゴンクエスト トレジャーズ アナザーアドベンチャー ファラドの宝島（原作：はらまさき、漫画：天野洋一、連載誌：Vジャンプ、2023年1月号 - 連載中）

### 4コマ漫画
- ドラゴンクエスト 4コママンガ劇場（エニックス→スクウェア・エニックス）
- ドラゴンクエスト 1Pコミック劇場（エニックス）

本シリーズ各作品のゲーム内容を元ネタとした、複数の作家による4コマ漫画アンソロジー。同シリーズからは衛藤ヒロユキ、柴田亜美などが人気作家になっている。一般読者から募集した「4コマクラブ」会員からの投稿作品を集めた番外編も存在し、その中から多数の漫画家を輩出している。『月刊少年ガンガン』で「ガンガン編」も連載、また姉妹版として「1Pコミック劇場」が『月刊少年ギャグ王』で連載され、いずれも単行本化されている。4コママンガ劇場シリーズは1990年から2005年まで発行され続け、総巻数は100冊を超えた。2005年を最後にドラゴンクエストシリーズの4コマは途絶えていたが、2009年に4年ぶりに『IX』の4コマ劇場が発行されたほか、2013年から2014年にかけて『X』の4コマ劇場が『ヤングガンガン』とガンガンONLINEにて連載された。『IV』と『VI』の2タイトル以外は、作品単体での4コマ漫画劇場が発行されている（ただし『I』〜『III』は過去の作品の再録）。

### その他の書籍
- バトルえんぴつ大百科（1997年6月、エニックス）
- ドラゴンクエスト 30thアニバーサリー すぎやまこういちワークス〜勇者すぎやんLV85〜（2016年7月23日発売、スクウェア・エニックス）
- ドラゴンクエスト 30thアニバーサリー ドラゴンクエスト名言集 しんでしまうとは なにごとだ!（2016年7月23日発売、スクウェア・エニックス）
- ドラゴンクエストなぞなぞブック なぞなぞーマからの挑戦状[53]（2019年8月2日発売、スクウェア・エニックス）
- ドラゴンクエストゆうしゃドリル 小学校低学年向け算数編 推奨学年:2年生[54]（2019年12月20日発売、スクウェア・エニックス）
- ドラゴンクエストゆうしゃドリル 小学校低学年向け算数編 推奨学年：1年生（2020年7月22日発売、スクウェア・エニックス）
- ドラゴンクエストゆうしゃドリル 小学校低学年向け漢字編 推奨学年：1年生（2020年7月22日発売、スクウェア・エニックス）

### TVアニメ
- ドラゴンクエスト（フジテレビ系列、NAS制作、第1部/1989年 - 1990年、第2部/1991年） - のちにDVD『ドラゴンクエスト 勇者アベル伝説』として発売。
- DRAGON QUEST -ダイの大冒険-（TBS系列、東映動画制作、1991年 - 1992年） - 同名漫画のアニメ版。
- ドラゴンクエスト ダイの大冒険（テレビ東京系列、東映アニメーション制作、2020年 - 2022年） -上記アニメのリメイクで原作完結までをアニメ化。

### OVA
- スライム冒険記（Vジャンプフェスティバルにて上映された短編アニメ、1995年、1998年、1999年） - 同名漫画のアニメ版。

### 映画
- ドラゴンクエスト列伝 ロトの紋章（1996年） - 同名漫画の劇場アニメ版。
- ドラゴンクエスト ユア・ストーリー（2019年8月2日公開） - 『ドラゴンクエストV 天空の花嫁』をストーリーベースとしたフル3DCGアニメーション映画。

### テレビドラマ
- ゆうべはお楽しみでしたね（毎日放送、2019年1月 - 2月） - 同名漫画のテレビドラマ版。

### ミュージカル

#### 1992年版
- ミュージカル 「ドラゴンクエスト」（1992年8月1日 - 25日、京都・南座、主演：SMAP）
  - 1992年、京都南座新装開場記念 8月公演として行われた。新装オープンを記念し南座初のミュージカル作品。スーパーバイザーにドラゴンクエストファンである中村勘九郎。
  - 『ドラゴンクエスト3 そして伝説へ…』をベースに『ドラゴンクエスト4 導かれし者たち』をミックスしたオリジナルストーリーで25日間40公演行われている。
  - フルオーケストラでミュージカルナンバーにはゲーム楽曲「冒険の扉」に歌詞をつけたものなどがあった。ゲームと同名のキャラもいるが名前だけの借用で設定は違っている。

キャスト
- 勇者アレル：中居正広
- ライアン/ゾーマ：木村拓哉 - 戦士/闇の帝王
- ハーゴン：稲垣吾郎 - 闇の四天王
- ベリアル：森且行 - 闇の四天王
- アトラス：草彅剛 - 闇の四天王
- キングレオ：香取慎吾 - 闇の四天王
- 魔法使いクリス：橋本美加子
- 武器屋トルネコ：仲本工事
- 道具屋ゼブル：高木ブー ※会見の時点では仲本とキャスティングが逆。舞台中盤で降板した模様。
- 魔術師エビルマージ：三谷昇
- ゴードン：嵐徳三郎 - 闇の帝王

ほか
スタッフ
- 脚本：横内謙介
- 演出：栗山民也
- 音楽：すぎやまこういち
- 美術：妹尾河童
- 振付：前田清実
- フライング指導：ピーター・フォイ（英語版）
- アドバイザー：中村勘九郎
- オリジナルシナリオ：堀井雄二
- 協力：エニックス
- 製作：松竹
- プロデューサー：荒牧大四郎

#### 2016年版
ドラゴンクエストライブスペクタクルツアー（2016年、さいたまスーパーアリーナ ほか、出演：中川翔子、風間俊介 ほか）

### バレエ
- バレエ「ドラゴン・クエスト」（1995年 - 2007年、神奈川県民ホール ほか、スターダンサーズ・バレエ団公演）

### イベント
- 竜王迷宮からの脱出（体感型謎解きイベント、2016年5月13日 - 15日・幕張メッセ、主催：竜王迷宮からの脱出製作委員会、企画制作：SCRAP、企画・監修：ドラゴンクエスト30周年実行委員会、企画協力：スクウェア・エニックス 集英社）
- 大魔王ゾーマからの脱出（体感型謎解きイベント、2018年8月11日 - 19日・幕張メッセ、主催：大魔王ゾーマからの脱出製作委員会、企画制作：SCRAP、企画・監修：スクウェア・エニックス）

### ビデオ
ドラゴンクエスト ファンタジア・ビデオ（1988年）
ドラゴンクエストの世界観を実写で表現。

### 関連CD
※かつて下記の一部は、カセットテープ・LP盤・MDでもリリースされていた。

#### サウンドトラック
交響組曲「ドラゴンクエスト」、サウンドトラック
ゲーム内で使われている音楽を収録したアルバム。交響組曲では、各ゲーム作品で流れるBGMを、すぎやまこういちによる指揮のもと、NHK交響楽団、ロンドン・フィルハーモニー管弦楽団、東京都交響楽団などのオーケストラによって演奏された曲が収録されている。リメイク作品などの音楽は、交響組曲版の編曲・進行を準拠にして作られている場合が多い。ゲーム音源については、スーパーファミコン版『V』以前は、実際のゲームプレイ中のサウンドがゲームスタートからエンディングまで繋がり効果音も入った「オリジナルサウンドストーリー」として収録されていたが、スーパーファミコン版『I・II』以降のCDでは、曲単位での収録となった。また、『VIII』とSFC版『III』以外は、オーケストラ盤とゲーム音源盤がセットになったパッケージで発売されている。
初期のものは多くは廃盤になっているが、多くが何らかの形で再発されている（オーケストラ盤は再録や再発）。ゲーム音源は『VII』以前のものをまとめた3枚組のゲーム音源集が3セット発売されている。
PlayStation 2版の『V』では、交響組曲のNHK交響楽団版がゲーム音源として使用されており、以降の作品でも、直に交響組曲がゲーム音源として使用されることが増えている。
交響組曲の他にも、ドラゴンクエストシリーズのゲーム音楽CDは、吹奏楽版（イン・ブラス）、ピアノ版（オン・ピアノ）、弦楽四重奏、金管五重奏、雅楽（ジパングワールド）など、さまざまな形態で演奏・リリースされている。

#### ソングCD
ドラゴンクエストの音楽に歌詞を付けて歌った物。
- そして伝説へ…（歌手：鴻上尚史、バンダイ・ミュージックエンタテインメント、1988年6月21日）
- 結婚ワルツ（歌手：ルーラ、ポリスター、1993年1月25日）
- ドラゴンクエストのうた ベスト・ソング・セレクション（歌手：ルーラ、ポリスター、1993年5月26日）
- コンプリート・シングルス Love Song 探して（歌手：牧野アンナ、SOLID、2015年9月16日）

#### ドラマCD
『CDシアター ドラゴンクエスト』シリーズ
各ゲームソフトのストーリーに基づいて音声ドラマ化したもの。第1作から『VI』と『トルネコの大冒険』が発売されている。
- CDシアター ドラゴンクエスト（1991年7月19日）
- CDシアター ドラゴンクエストII（1991年12月13日）
- CDシアター ドラゴンクエストIII（1993年2月28日）
- CDシアター ドラゴンクエストIV（VOLUME1/1993年12月10日・VOLUME2/1994年1月28日・VOLUME3/1994年3月13日）
- CDシアター トルネコの大冒険 不思議のダンジョン（1994年7月29日）
- CDシアター ドラゴンクエストV（VOLUME1/1994年9月30日・VOLUME2/1994年10月28日・VOLUME3/1994年12月16日）
- CDシアター ドラゴンクエストVI（上巻/1996年9月27日・下巻/1996年10月25日）

#### ボイスドラマ
- ドラゴンクエストXI（2019年9月27日）

### カードゲーム
- ドラゴンクエストカードゲーム パルプンテ（1989年）
- ドラゴンクエストカードゲーム 格闘技場（1989年）
- ドラゴンクエストカードゲーム メガンテ（1989年）
- ドラゴンクエストカードゲーム 祠の勇者（1989年）
- ドラゴンクエストカードゲーム ギガデイン（1989年）
- ドラゴンクエストカードゲーム 銀のタロット（1990年）
- ドラゴンクエストカードゲーム キングレオ（1990年）

UNOに類似したカードゲーム。
- ドラゴンクエスト カードゲーム 大格闘技場（1991年）
- ドラゴンクエストカードゲーム バルザック（1991年）
- ドラゴンクエストカードゲーム オールスターズ（1992年）
- ドラゴンクエストカードゲーム ドラゴンオーブ（1992年）
- ドラゴンクエストカードゲーム シールド アンド ウエポン（1993年）
- トルネコの大冒険 カードゲーム（1994年）
- ドラゴンクエストI ・II カードゲーム（1994年）
- トルネコの大冒険2 カードゲーム（1999年）
- ドラゴンクエスト トレーディングカードゲーム（2014年3月28日 - ）

### ボードゲーム
- ドラゴンクエストボードゲーム モンスタースクランブル（1989年）
- ドラゴンクエストボードゲーム 不思議迷宮（1989年）
- ドラゴンクエスト ダンジョン
  - ドラゴンクエスト ダンジョン（1990年）
  - ドラゴンクエスト ダンジョンR（2006年11月18日）
- ドラゴンクエスト ダンジョンII キングスライムの洞窟（1990年）
- 冒険活劇ボードゲーム ドラゴンクエスト デスパレス（1990年8月）
- ドラゴンクエスト アレフガルド 立体ジオラマ対戦ゲーム（1991年）
- ドラゴンクエストボードゲーム スライムレース
  - ドラゴンクエストボードゲーム スライムレース（1992年）
  - ドラゴンクエストボードゲーム スライムレース Re（2012年9月29日）
- ドラゴンクエスト モンスターダイス ボードゲーム（1993年）
- ドラゴンクエストI・II ボードゲーム（1993年）
- ドラゴンクエスト かさねてスライムタワーゲーム スライムタワーをつくるのだっ!（2014年3月7日[57]）

### 玩具など
- ドラゴンクエスト ボトルキャップ
  - ドラゴンクエスト7ボトルキャップ（2000年）
  - ドラゴンクエストボトルキャップselection I （2003年3月）
  - ドラゴンクエストボトルキャップselection II（2003年7月）
  - ドラゴンクエストボトルキャップアレフガルドの魔族編（2003年11月[58]）
  - ドラゴンクエストボトルキャップ天空編（2004年4月[59]）
  - ドラゴンクエストボトルキャップ伝説の魔物編（2009年9月[60]）
- ドラゴンクエスト バトエン
  - 第1期 ドラゴンクエスト バトルえんぴつ1 - 37（1993年2月 - 1997年6月[61]）
  - ドラゴンクエスト キングバトルえんぴつ1 - 6（1995年）
  - 第2期 ドラゴンクエストモンスターズ バトエン1 - 16（1998年11月 - 1999年7月[61]）
  - ドラゴンクエスト バトエンEX（第1期復刻）1 - 4（2000年3月[61]）
  - 第3期 ドラゴンクエスト バトエンG1 - 100（2000年10月 - 2007年5月[61]）
  - ドラゴンクエスト キングバトエンG1 - 2（2004年[62]）
  - 第4期 ドラゴンクエスト バトエンG HD1 - 58（2007年6月 - 2010年5月[61]）
  - 第5期 ドラゴンクエスト バトエンGP1 - 35（2010年9月 - 2012年11月[61]）
  - ドラゴンクエスト バトエン20th記念セット（第1期復刻）I - III（2013年8月14日[63]）
  - 第6期 ドラゴンクエスト バトエンGX001 - 005（2013年9月 - 2014年1月[61]）

## その他
- 2016年には同作の30周年を記念し、『I』のパッケージデザインをモチーフとした巨大田んぼアートが、埼玉県行田市の古代蓮の里隣接地の水田にて制作された[64][65]。作者の一人の堀井雄二も、この田んぼアートの田植えイベントに参加した。なお、同市の田んぼアートは「最大の田んぼアート（Largest rice field mosaic）」としてギネス世界記録に認定されている。
- 2017年7月15日、堀井雄二の出身地である兵庫県洲本市に、スライムとロトの剣、ロトの盾をかたどった銅像が建立された[66]。
- 2018年には、『ドラゴンクエスト』の発売日であった5月27日が「ドラゴンクエストの日」として日本記念日協会に認定された[67][68]。
- ローソン外神田三丁目店と大阪・日本橋なんさん通り店は、当作品とのコラボ店舗でスライムなどで装飾されている。
- 2021年5月15日、兵庫県立淡路島公園内「ニジゲンノモリ」（兵庫県淡路市）にて「ドラゴンクエスト アイランド」がオープンした[69]。

- ドラゴンクエスト記念碑
- ドラゴンクエスト田んぼアート
- ローソン外神田三丁目店（2019年）

### 他作品への客演など

#### ゲーム
- リンクの冒険（1987年） - 作中「ロトの墓」が登場する[70]。
- カイの冒険（1988年） - 作中「ホイミスライム」を模した敵キャラクターが存在する。スタッフクレジットにスペシャルサンクスとして「ドラゴンクエスト ホイミスライム」と記載されている。
- いただきストリート2 〜ネオンサインはバラ色に〜（1994年） - ドラゴンクエストシリーズをモチーフとしたマップ「スラリン」「アレフガルド」がある。
- レディストーカー 〜過去からの挑戦〜（1995年） - スーパーファミコン用RPG。作者の内藤寛は元チュンソフト所属（『III』『IV』のプログラマ）。『IV』の第二章のスピンオフとしてアリーナを主役に製作したが、諸事情により発売できなくなったため、キャラクター名やアイテム名などを変更して別作品として発売したと本氏よりYouTube等で明言されている[71]。
- MARIO SPORTS MIX（2010年） - Wiiのスポーツゲーム。マリオシリーズのキャラクターが4種類の球技に挑戦する『MARIO SPORTS MIX』に、ドラゴンクエストシリーズからスライム（およびスライムベス、メタルスライム）がゲストとして登場、マリオシリーズ、および同じくゲストとして登場しているファイナルファンタジーシリーズのキャラクターたちと共演する。
- 大乱闘スマッシュブラザーズ SPECIAL（2019年） - 2019年7月31日配信の追加DLC第2弾として『XI』の主人公が「勇者」名義で参戦[72]。また、カラーチェンジで『III』、『IV』、『VIII』の主人公も使用可能のほか、最後の切りふだでシリーズ歴代の主人公たちが登場する[73]。

##### 『いただきストリート』シリーズ
堀井雄二がゲームデザインを手掛けるボードゲーム『いただきストリート』に、ドラゴンクエストシリーズのキャラクターが客演。
- ファイナルファンタジーシリーズとのコラボ
  - 『ドラゴンクエスト&ファイナルファンタジー in いただきストリートSpecial』（PS2：2004年12月22日）
  - 『ドラゴンクエスト&ファイナルファンタジー in いただきストリートポータブル』（PSP：2006年5月25日）
  - 『いただきストリート ドラゴンクエスト&ファイナルファンタジー 30th ANNIVERSARY』（PS4・Vita：2017年10月19日）
- マリオシリーズとのコラボ
  - 『いただきストリートDS』（DS：2007年6月21日）
  - 『いただきストリートWii』（Wii：2011年12月1日）
- 携帯アプリ
  - 『ドラゴンクエスト&ファイナルファンタジー in いただきストリート MOBILE』（iアプリ・EZアプリ：2011年2月3日）

#### テレビ番組
テレビ東京系
- 勇者ヨシヒコシリーズ - 山田孝之主演・福田雄一脚本・監督のテレビドラマシリーズ。主人公の外見は『ドラゴンクエストV 天空の花嫁』と全く同じで、魔王を倒す旅に出るあらすじも同じ。モンスター名は明示していないがゲームに登場したモンスター、呪文の名前や効力などをパロディにしている。ゲームの効果音がそのまま使われている場面もあり、スクウェア・エニックスは協力としてクレジットされている。
  - 勇者ヨシヒコと魔王の城（2011年）
  - 勇者ヨシヒコと悪霊の鍵（2012年）
  - 勇者ヨシヒコと導かれし七人（2016年）

- ノーコン・キッド 〜ぼくらのゲーム史〜（2013年） - ゲーム史を取り入れたテレビドラマ。第4話で『II』をめぐる騒動がストーリーのメインになっている。堀井雄二もカメオ出演している。

テレビ朝日系
- 雨上がり決死隊のトーク番組アメトーーク! - 2014年12月4日放送回で初のTVゲームのテーマ「ドラゴンクエスト芸人」を行った。扱ったゲームは『I』から『X』まで。番組最後に堀井が来ていたことが判明している。

フジテレビ系
- やるやらクエスト - 『ウッチャンナンチャンのやるならやらねば!』で行なわれたパロディコント。出演者の服装もドラゴンクエストシリーズをベースにしているほか、ゲーム音楽も一部使用された。「YARUYARA QUEST」のタイトルロゴは、「DRAGON QUEST」をベースにしたものとなっている。
- 世にも奇妙な物語'21秋の特別編「ふっかつのじゅもん」（2021年） - 桐谷健太主演の短編ドラマ。『II』と『III』がストーリー内に登場しており、スクウェア・エニックスが制作に協力している。

#### コラボレーション
- ファミコン版 Google マップ（2012年4月1日） - スクウェア・エニックスおよび任天堂協力のエイプリルフール企画[74]。「竜王が世界征服を完了した」という設定で[75]、ファミコン版ドラクエのワールドマップを模した「ファミコン版 Google マップ」（Google Maps 8-bit）が登場、Google マップをファミリーコンピュータ（NES）用に移植したモデム機能付ファミコン用カセットのネタ動画もGoogleにより作成された[76]。同年4月3日以降はGoogle マップの表面上からは削除されたが、Google Maps APIには残されている[77][78][79]。
- トヨタ・アクア - 2016年にドラクエとコラボした。